# John Keith Irwin
John Keith Irwin (Los Angeles, 21 de maio de 1929 – São Francisco, 03 de janeiro de 2010) foi um sociólogo e criminólogo norte-americano reconhecido internacionalmente pela sua luta em prol da reforma do sistema prisional. Ele ajudou a criar diversos projetos que visavam a inclusão e reabilitação de ex-penitenciários. Publicou dezenas de artigos acadêmicos e sete livros, nos quais analisa minuciosamente a justiça criminal.

## Biografia
John Irwin nasceu em 21 de maio de 1929 em San Fernando Valley (Los Angeles, California), durante o que ficou conhecida como a “Grande Depressão”, e foi criado em uma família de classe-média. Seu pai, Roy Irwin, vendia seguros e tinha uma loja de doces, enquanto sua mãe, Eloise Irwin, cuidava de casa. Quando jovem, não demonstrava interesse nos estudos e na adolescência ficou fascinado com o que denominou "a vida de ser um fora da lei”.

### O "fora da lei"
Em 1952, aos 23 anos, Irwin roubou um posto de gasolina e acabou preso por assalto a mão armada. Cumpriu pena de cinco anos e ao sair da prisão “Soledad Correctional Training Facility" (1957), em liberdade condicional, teve a opção de costume: cometer mais um crime, ou refazer sua vida. Ele, então, escolheu renascer.

### A nova vida
Perturbado com o que viu na prisão, Irwin decidiu dedicar sua vida a melhorar a sorte dos condenados, combatendo o que chamou de “ um sistema injusto que prefere condenar os pobres a longas penas de prisão, em vez de encontrar alternativas de reabilitação”. Ao longo do meio século que se seguiu, o sociólogo se tornou um dos principais defensores da reforma compassiva do sistema prisional.
Ao sair da cadeia, frequentou a San Francisco State University (SFSU) 

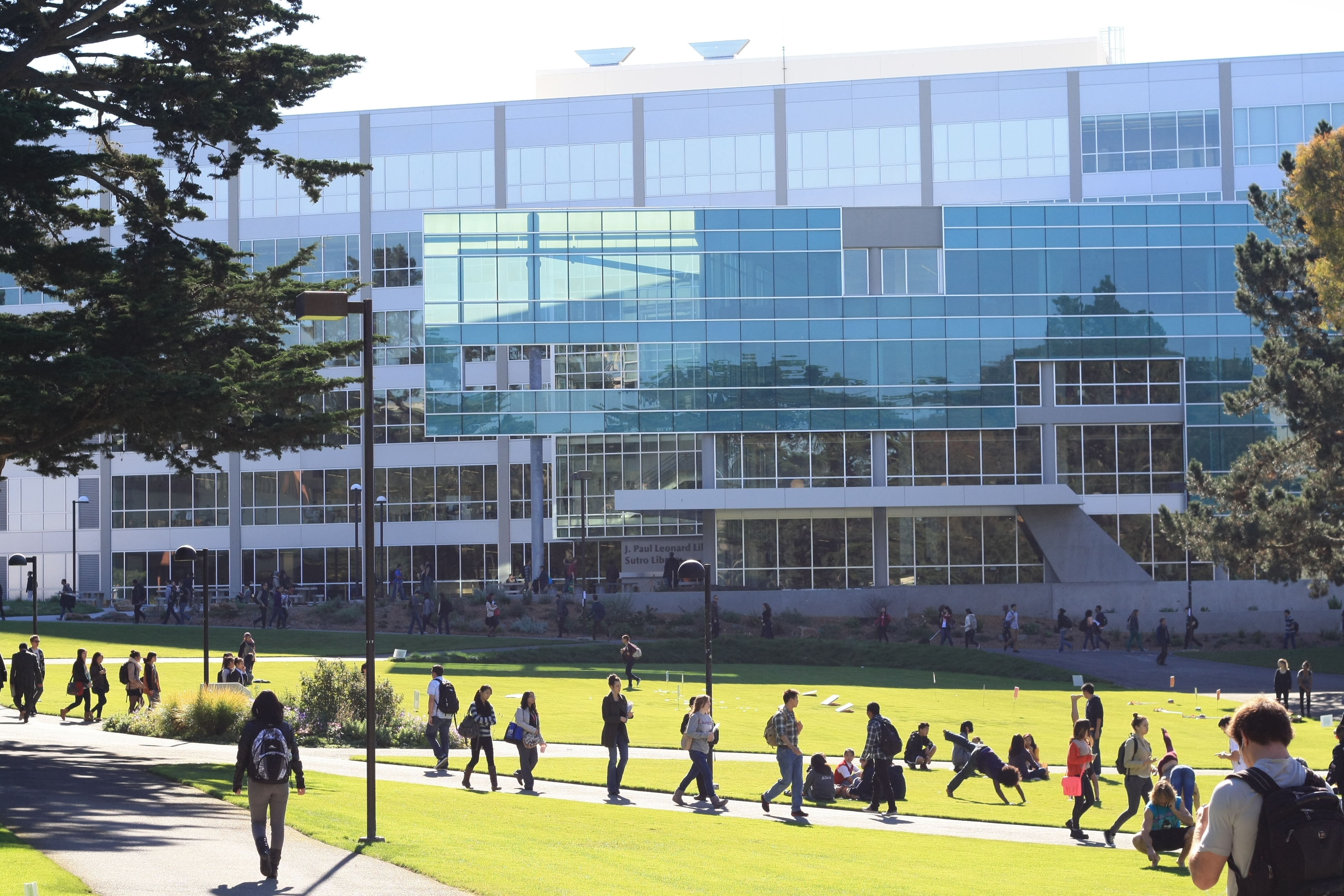
Vista do campus da San Francisco State University

 e, em 1961, conquistou um diploma de bacharel em sociologia na Universidade da Califórnia (UCLA - University of California, Los Angeles). Obteve seu doutorado na Universidade de Berkeley (UC Berkeley), em 1968. Foi também professor titular de sociologia e criminologia na própria SFSU, onde deu aulas até se aposentar, em 1994.

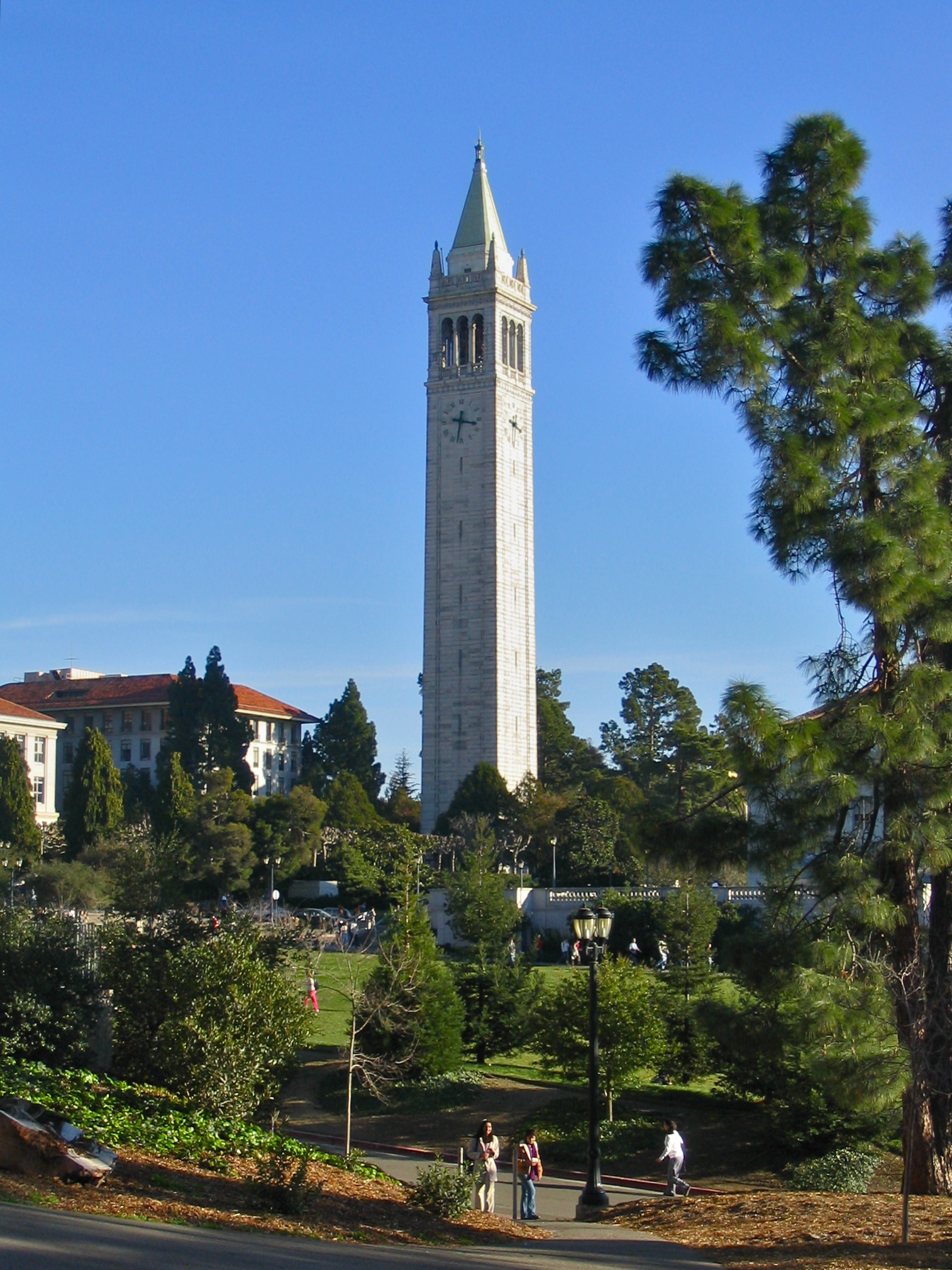
Torre de Sather na Universidade de Berkeley

Irwin se tornou pai de três filhas (Jeanette Irwin, Katie Irwin e Anne Irwin) e um filho (Johnny Irwin). Ele conheceu aquela que seria sua esposa por 38 anos, Marsha Rosenbaum, quando ela era uma de suas alunas de graduação. Ela se tornou diretora emérita do escritório da Drug Policy Alliance de São Francisco.

### O acadêmico
Ao longo de sua carreira Irwin combinou uma paixão pela erudição com engajamento pela justiça social. O autor de seis livros conceituados, em que analisa as instituições do sistema de justiça criminal, teve como foco principal de suas obras, análises convincentes da interação entre a estrutura do sistema de justiça e os indivíduos processados através esse sistema.
Em muitos aspectos, a abordagem de Irwin foi baseada em sua própria experiência da vida como condenado, o que pode claramente ser percebido em seus trabalhos acadêmicos. Assim, seus principais temas , foram desenvolvidos de forma a explorar a cultura do condenado, as condições de confinamento, a criação, mesmo que não intencional, da subclasse do “criminoso” nos Estados Unidos, bem como, a perspectiva dos próprios condenados sobre a forma como eles são tratados. 
Em seu primeiro livro, chamado "The Felon", Irwin realizou um exame do comportamento do chamado “criminoso de carreira”, o qual se tornou um clássico instantâneo no campo da criminologia quando publicado em 1970.
Ele defendeu que os presos são submetidos a uma rotina e a experiências que aumentam sua punição, produzindo em cada um deles uma profunda alienação,tornando sua reinserção social ainda mais difícil. Logo após seu primeiro livro, em 1971, Irwin foi o principal colaborador da obra “Struggle for Justice”, no qual os autores descrevem, como tema principal do livro, um sistema de justiça criminal como uma base de amostragem tendenciosa que seleciona pobres, negros e outros igualmente em desvantagem social para serem seus alvos. Eles constroem uma crítica ao estabelecimento de sentenças indeterminadas, ao tratamento forçado, aos sistemas de classificação, à suposta reabilitação (termo que consideram ter se tornado vazio) e outros métodos empregados por um sistema penal criado para adequar-se ao criminoso e não ao crime.
As que se seguiram, especialmente "Prisons in Turmoil" (1980) e "The Warehouse Prison" (2005), tornaram-se a pedra de toque do movimento de reforma do sistema prisional. Neste,  ele trata da história das prisões e de como elas se desenvolveram com o passar dos anos, mostrando que no século 21 surgiram dois novos tipos: “the new warehouse correctional institutions” (seriam prisões que funcionam como uma espécie de “armazém” humano, as quais ele descreve da seguinte forma: “the new prisons are mono colored, plain, large, compounds. Without the gun towers and double fence, they could easy be mistaken for industrial warehouse”[1] e as “supermax penitentiaries” (penitenciárias de segurança máxima). O autor analisa e critica a forma como esses novos tipos prisionais se estruturam, nos levando, através de suas próprias experiências em "Soledad", para dentro de outra penitenciária de média segurança, “Solano State Prison”. Naquele , o autor documentou como a organização social da prisão tinha se modificado. Antes baseada em rotinas formais e informais, ela é transformada na penitenciária e na instituição correcional moderna, dominadas por divisões raciais e violência, como resultado de supostas políticas correcionais fracassadas e de mudanças demográficas.
O livro “The Jail” (1985) é escrito tendo como base a intensa pesquisa de Irwin nas cadeias americanas, unindo depoimentos de encarcerados com dados e estatísticas das cadeias, bem como a própria experiência do autor. Após nove anos (1994), o autor publica “It’s About Time”, obra em que, pela primeira vez, deixa de olhar exclusivamente para o interior do sistema prisional, focando nos fatores que contribuem para encarceramento em massa, como a combinação de pobreza com as duras penas decorrentes da chamada “Guerra às Drogas”.
Irwin e Austin[2] (com quem escreveu o livro) concluem que “For these reasons, we believe the single most direct solution that would have an immediate and dramatic impact on prison crowding and would not affect public safety is to shorten prison terms”]]” [3].
Sua última obra completa foi "Lifers", publicada em 2009, em que analisou a luta de condenados que cumprem penas perpétuas pela redenção.
John Irwin ainda começou a escrever uma espécie de autobiografia, que denominou “The Rogue”, detalhando sua própria experiência como presidiário nos anos 50: “First of all I had to deal with the world of convicts. This was different then entering high school or moving to a new town or neighborhood, even different than going to jail. In fact it is different than any other world. It contains a distinct and distorted sample of the general population. More than anything else, more than an asylum for criminals, it is a receptacle for society’s most bothersome misfits.”[4].
Porém, ele não conseguiu concluí-la, falecendo antes que isso fosse possível.
[1] "As novas prisões são monocromáticas, planas, grandes, compostas. Sem as torres de arma e cerca dupla, eles podem ser facilmente confundidas com armazém industrial" (tradução livre)
[2] James Austin Oshkosh foi presidente do Instituto JFA em Washington, DC
[3]Por estas razões, nós acreditamos que a única solução mais direta que teria um impacto imediato e dramático sobre a superlotação prisional e não afetaria a segurança pública seria encurtar o tempo de prisão (tradução livre)
[4]"Primeiro, eu tive que lidar com o mundo dos condenados. Foi diferente de entrar no ensino médio ou de se mudar para uma nova cidade ou bairro, até mesmo diferente de ir para a cadeia. Na verdade, é diferente de qualquer outro mundo. Ele contêm uma amostra distinta e distorcida da população em geral. Mais do que qualquer outra coisa, mais do que um asilo para criminosos, é um receptáculo para os desajustados mais incômodos da sociedade." [tradução livre]

### A luta
Com o tempo que passou na prisão, Irwin pode conviver com outros condenados e, aos poucos, se inserir naquele mundo completamente diferente, descobrindo que eles eram acima de tudo, nas suas palavras, "seres humanos normais". Este insight, que não foi apreciado por muitos acadêmicos, passou a guiar todas as suas atividades acadêmicas e políticas.
Em 1967, logo após começar a lecionar na universidade, Irwin fundou o“Project Rebound”, um programa que fornece suporte abrangente para ex-presidiários entrarem e se formarem na SFSU. Ao longo dos últimos 40 anos, muitos alunos do projeto foram graduados e obtiveram mestrado e doutorado em várias disciplinas.
Ao longo das décadas que se seguiram, ele co-fundou a agora extinta "Prisoners Union", que organizava os presos para que pudessem lutar por seus direitos civis. Como organizador e líder da entidade, trabalhou em estreita colaboração com o legislativo da Califórnia em relação ao “Uniform Sentencing Act”, aprovado em 1976, e recebeu o prêmio August Vollmer.[5] da American Society of Criminology (ASC) pelas relevantes contribuições para a justiça criminal.
Da mesma forma, o criminólogo ajudou a fundar o movimento "Convict Criminology", que representou um meio pelo qual o crescente número de pessoas com experiências na prisão, que tinham se tornado acadêmicos, poderia apresentar suas perspectivas únicas sobre o sistema de justiça, participando de quase todas as sessões desde a primeira, realizada na ASC em 1997. Irwin dizia que sempre foi o seu sonho ter um grupo de acadêmicos ex-presidiários escrevendo juntos. Cada vez que ele era apresentado para um novo membro do grupo, passava um tempo com ele ou ela, aconselhando-os em suas carreiras. Irwin considerava que cada um dos ex-condenados que se transformaram em novos estudantes de graduação e doutorandos foi um pequeno milagre.
Irwin também atuou no Conselho de Administração do Instituto JFA, entidade que trabalha em parceria com os governos federal, estaduais, agências governamentais locais e fundações filantrópicas para avaliar práticas de justiça criminal e projetar soluções políticas baseadas em pesquisas. O Instituto é uma agência sem fins lucrativos, que luta para implementar políticas de justiça penal mais eficazes. Ao longo dos anos, o Instituto ajudou estados da Flórida ao Alasca a implementar novas e mais eficazes políticas e práticas de justiça criminal.
O Criminólogo foi, ainda, membro do conselho de diretores do "Sentencing Project", a organização nacional que defende a reforma do sistema prisional e alternativas ao encarceramento. “John sempre nos desafiou a pensar em maneiras ousadas a respeito do tipo de sistema de justiça e de sociedade que esperamos conseguir”[6], escreveu o diretor executivo do Sentencing Project, Marc Mauer, em uma homenagem no site da organização. .
O "Sentencing Project" tornou-se líder no esforço para chamar a atenção nacional às tendências perturbadoras e desigualdades no sistema de justiça criminal, com uma fórmula de sucesso que inclui a publicação de pesquisas inovadoras, campanhas de mídia agressivas e defesa estratégica para a reforma política.
John dedicou sua vida a ajudar homens e mulheres a saírem da prisão e conseguirem retornar à sociedade com melhores oportunidades. Ele se preocupava especialmente com aqueles que eram viciados, os mais propensos a voltar para a prisão. Isto incluiu encontrar apartamentos, assinar contratos de arrendamento e pagar o aluguel para estranhos. Ele fez isso em silêncio e sem pedir nenhum reconhecimento. A maior parte dos destinatários de sua assistência nem sequer soube seu nome.
[5] A Sociedade Americana de Criminologia estabeleceu o “August Vollmer Award” - fundado em 1959 - para reconhecer um indivíduo cuja bolsa de estudos ou atividades profissionais tenham contribuído de forma notável para a justiça ou para o tratamento ou prevenção de comportamento criminoso.
[6] tradução livre

### Morte
Ele morreu aos 80 anos em sua casa em São Francisco de insuficiência hepática e renal.

## Principais Obras

### The Felon (1970)
Publicado pela primeira vez em 1970, “The Felon”  é um livro que nasceu de um estudo de Irwin sobre a liberdade condicional. Desse, acabou se expandindo para abordar toda a “carreira” do criminoso, justamente porque o autor acreditava que as experiências da liberdade condicional eram moldadas para o criminoso desde as orientações que ele adquiria na prisão. Ou seja, as etapas da “carreira” do criminoso são determinadas por significados, definições e entendimentos agregados por ele em etapas anteriores. 
Além disso, o livro aborda a série de dificuldades impostas ao criminoso de maneira proposital e escondida em seu caminho pelo sistema prisional, com o intuito de atingir a um resultado correcional. A partir dessa percepção, Irwin acreditava que todas essas dificuldades eram produto de uma falha no entendimento das próprias percepções do criminoso. Desse modo, “The Felon” apresenta dois temas centrais , a carreira no sistema prisional e os obstáculos enfrentados pelo criminoso, e três conceitos bastante reiterados ao longo da obra: perspectiva, identidade e sistema comportamental, sendo que este significa o sistema subcultural que molda o comportamento do condenado de maneira rotineira e padronizada.
Para compor seu estudo, Irwin utilizou relatos e entrevistas de presos da Califórnia que obtiveram liberdade condicional entre o período de 1º de Julho a 15 de Agosto de 1966: um total de 116 pessoas. Não somente, quando o estudo se expandiu, o autor entrevistou quinze pessoas que já haviam cumprido sentença e realizou novas entrevistas com aquelas primeiras 116.
Nesse ponto de vista, qual seria o primeiro estágio da “carreira” do criminoso? Para Irwin, é o envolvimento com o sistema comportamental e a aquisição de uma perspectiva e identidade criminosa. Mesmo assim, vale lembrar que nem todo preso realmente possui uma identidade criminosa, e que não necessariamente a pessoa possui apenas uma identidade, dentre as categorias que o autor vem a estipular.

#### As identidades do sistema prisional
As identidades que Irwin descreve existem justamente por causa de uma tendência do sistema prisional em manter certa coerência e consistência. Ou seja, as pessoas que estão em contato com esse sistema, por participação direta ou não, delimitam suas barreiras e o propagam. Assim, a identidade do detido acaba influenciando sua vida dentro e fora da prisão.
- O Ladrão: é a mais influenciável e mais antiga identidade do sistema criminal. Esta categoria é envolvida por uma imagem simbólica do “big score”, ou seja, de uma grande quantidade de dinheiro roubado que representa o sucesso instantâneo. Além disso, o segundo maior tema do Ladrão é a qualidade de ser correto, que envolve atributos de honestidade, responsabilidade e lealdade. O Ladrão também costuma manter sua postura em face de situações difíceis encontradas e não chamar a atenção de outras pessoas.
O Ladrão acredita que vive em uma sociedade corrupta e injusta, em que ele e outros Ladrões são as poucas pessoas confiáveis e honestas
- O Hustler (“hustler” é palavra que sugere alguém que age de forma rápida e enérgica): identidade geralmente atribuída a presos de etnia negra, o Hustler tem como sua maior característica a perspicácia intelectual, linguística e a manutenção de uma boa aparência. Dessa forma, é alguém que sempre se mantém alerta a alguma possibilidade de conseguir dinheiro e, talvez por essa característica, geralmente não confia em outras pessoas. Para ele, o mundo é um lugar em que há apenas dois tipos de pessoas: aqueles que “pegam” e aqueles que “são pegos”.
- O Dope Fiend (algo como o “demônio da droga”): uma pessoa que faz usos constantes de drogas e que busca obter as substâncias para alimentar seu vício. Diferencia-se do Hustler justamente porque, por conta de seu vício e da busca constante por dinheiro e drogas, ele é menos ambicioso, mais desesperado e impulsivo. Para ele, a vida é mundana e tediosa.
- O Head: alguém que faz uso recorrente de substâncias alucinógenas que viciam e que geralmente não custam caro. O Head sempre busca novas e exóticas experiências. Na verdade, esta não é uma categoria homogênea, ela se subdivide em outras várias. Mesmo assim, o Head geralmente é acredita que não há nada de imoral no uso de drogas, muito pelo contrário.
- O Criminoso Desorganizado: alguém que mantém uma vida sem propósitos, caótica e, como o próprio nome sugere, desorganizada. Esta é uma categoria incoerente, mas geralmente os Criminosos Desorganizados buscam “estragar tudo”, “infringir as regras” com coragem e bravura. Ou seja, eles estão sempre prontos para atos criminosos e, além disso, expressam perspectivas de vida ligadas a sua baixa classe econômica.
- O Jovem Criado Pelo Estado: é um sistema em que o criminoso teve contato com intensas e invasivas instituições estatais de reabilitação de jovens. Por isso, o Jovem geralmente consegue aguentar difíceis situações e recorre à violência para resolver discussões. Para ele, “as ruas” representam um conceito de um universo distante em que você temporariamente realiza prazeres selvagens. Ou seja, “as ruas”, aqui, fazem parte do sistema prisional como uma categoria. A prisão, para o Jovem, é o seu único mundo, sua única realidade.
- O Homem Da Classe Baixa: esta é uma categoria não criminosa, em que o detento não possui grande interação e envolvimento com o sistema prisional. Ele advém de classes baixas, segregadas socialmente, e apresenta o “machismo”, que para o autor é a demonstração de resistência e força física. Para ele, a vida é alternada por intervalos de rotina e intervalos de estímulo emocional. O Homem Da Classe Baixa, além disso, acredita em destino e num mundo em que as pessoas com dinheiro mandam em tudo.
- O Joãozinho Quadrado: também uma categoria não criminosa, o Joãozinho é aquele que sempre se considerou um cidadão exemplar, que até então não havia tido contato com o sistema prisional e que cometeu um erro ou apresentou algum problema que o levou até lá. Ele acredita em valores morais convencionais e não se considera um criminoso, além de apresentar as perspectivas de mundo da sociedade convencional.

#### Classificação e sentenciamento
Primeiras etapas da detenção do criminoso, tanto a classificação quanto o sentenciamento são processos que promovem a auto-desorganização e o senso de injustiça, isso porque os agentes oficiais cumprem suas funções com uma posição de ignorância, insensibilidade e intolerância. Nesses processos, o foco é o criminoso e não o crime em si, já que este é considerado um sintoma ou indicador da personalidade criminosa. À medida que eles vão sendo realizados, o criminoso tem que constantemente manter sua dignidade, o respeito a si mesmo e chegar a conclusões sobre si próprio, justamente porque ele sabe que seu passado e seu psicológico serão testados. Começando com o aprisionamento, dias duros e difíceis se passam e que fazem com que o estado emocional do preso entre em colapso: até que se oriente, o preso passa por longos períodos de reflexão. Não somente, muitos são os distúrbios causados após o sentenciamento, momento em que o preso é transferido para outra unidade carcerária e lá tem que se adaptar.
Além disso, ao passar pelos olhos de investigadores e de médicos, o criminoso não raramente consegue obter informações a respeito da maneira como terceiros o enxergam, o que causa impacto na maneira como ele se vê. Para Irwin, o criminoso pode ser visto como alguém com distúrbios emocionais, como alguém de desvalor moral (alguém com valores morais deturpados), alguém que segue uma carreira subcultural (influenciado por um grupo) ou como alguém que, por razões fenomenológicas, como uma situação de extrema irritação, cometeu um crime. A maneira como o condenado reage a essa classificação depende do seu conhecimento acerca dela, da exposição a que foi feito o seu passado, do grau de contato com sistemas subculturais e com a compatibilidade desse modelo com seus valores pessoais.
Com todas essas implicações, o processo de sentenciamento faz com que o objetivo de correção almejado pelo sistema prisional não seja atingido, até porque ele se torna uma enorme fonte de raiva, ressentimento e sensação de injustiça contra a sociedade convencional. Nessa perspectiva, o detento passa a enxergar as diferenças de classe que estão arraigadas na lógica prisional. Ele começa a acreditar que a mesma sociedade que, em nome da justiça e do direito, justifica o seu aprisionamento, deveria obedecer a seus próprios valores e a suas noções de justiça, principalmente ao quantificar a sentença. Para os prisioneiros, o critério de dosimetria utilizado na sentença é nebuloso e reflete diretamente a injustiça pela qual permeia a lógica do sistema prisional.

#### O processo de adaptação à prisão
Irwin, então, questiona: como os detentos se adaptam à prisão? Há dois modos de fazê-lo: um estilo individual, em que o detento tende a se isolar, e um estilo coletivo, em que o preso participa do sistema social dentro da prisão. De qualquer maneira, é importante lembrar que nem todo detento é capaz de lidar com a situação, alguns cometem suicídio ou desenvolvem doenças psicológicas. Não somente, alguns detentos simplesmente querem manter os padrões de vida e de personalidade que tinham no “mundo de fora”, enquanto outros planejam mudar de forma significante.
O modo de adaptação daqueles que pretendem fazer da prisão o seu mundo se chama “jailing”. Já o modo daqueles que ainda querem manter-se fiéis e comprometidos ao “mundo de fora” é chamado de “doing time”.
Os detentos que se adequam ao “doing time” buscam passar o tempo na prisão com o maior conforto possível e diminuir o sofrimento. Por isso, evitam se envolver em problemas, encontram atividades que ocupem o seu tempo e mantêm amizades com pequenos grupos de outros detentos, sempre mantendo em mente que é necessário sair da prisão o quanto antes. Muitas vezes, eles também buscam programas desenvolvidos pela equipe de tratamento.
Já aqueles que se adequam ao “jailing” não se comprometem com a realidade de fora da prisão, este modelo é geralmente aquele seguido pelo Jovem Criado Pelo Estado.
Há também outro modo de adaptação chamado de “gleaning”, que é justamente a busca por uma mudança radical em sua personalidade, uma vontade de seguir os planos desenhados pela equipe para “melhorar a si mesmo” e “se encontrar”. Para atingir esse objetivo, o detento se envolve em programas de qualificação profissional, educativos, se dedica a leituras, à filosofia, etc.

#### Olhando para fora da prisão
Tão importante quanto o universo interno da prisão, o lado de fora é uma dimensão que é desejada intensamente pela grande maioria dos detentos. Dos planos que envolvem a vida e o comportamento do detento após sair da prisão, três conceitos são recorrentes: se dar bem na vida, ficar bem e a “old bag”.
Esse planejamento do futuro se dá em dois espaços distintos. Nos espaços de convivência da prisão, a conversa se dá de maneira repleta de lugares-comuns, de clichês e discursos pouco realistas sobre o que os condenados encontrarão no mundo de fora. Já entre grupos de amigos próximos, o planejamento toma uma postura mais séria e realista, tanto que, depois que alguém é solto, os seus amigos de dentro especulam sobre a sua vida, inclusive através de funcionários da unidade prisional.
- Se dar bem na vida: significa, basicamente, permanecer fora da prisão, se sustentando financeiramente, lidando com o sistema da liberdade condicional e evitando se tornar um “Old Bag”. Para isso, acredita-se que atividades ilegais e outros prazeres ilícitos devem ser abandonados, embora, ainda assim, o sistema prisional seja encarado como um obstáculo.
- O Old Bag: é aquele que segue uma rotina repleta de atos criminosos que podem resultar em um retorno à prisão. A questão aqui não é um arrependimento por ter cometido tais atos, mas sim por tê-los executado de maneira impulsiva e sem o devido cuidado. Ficar longe do Old Bag é, antes de uma total abstinência do crime, evitar alguns crimes que sejam mais arriscados.
- Ficar bem: é a satisfação de alguns objetivos e a realização de desejos de que o sujeito estava privado na prisão. Envolve tanto desejos instantâneos quanto desejos que demandam um planejamento longo e uma possibilidade de realização futura. Um deles, que faz parte das satisfações instantâneas e mais urgentes, é o desejo sexual.
Além disso, o planejamento se dá de maneira diferente de acordo com as etapas do sentenciamento. Quando o detento chega à central prisional para passar por testes e ser classificado, ele ainda tem como referência de mundo a recente realidade externa. Ao longo do tempo, o mundo externo vai desaparecendo e o preso adota outro referencial. Nos estágios finais de cumprimento da sentença, ele abandona as múltiplas especulações que fazia para se ater a um estilo de vida específico.

#### Retornando ao "mundo de fora"
O impacto ao ser solto é dramático, muitos problemas surgem de imediato. Por isso mesmo, é muito fácil o sujeito se ver desorientado e acabar desviando-se do sistema mais uma vez. Os problemas enfrentados foram divididos pelo autor de acordo com o momento em que surgem: os problemas que surgem imediatamente após a soltura, os problemas que surgem quando o indivíduo tenta conquistar sua independência e conseguir mais do que apenas satisfazer necessidades básicas e os problemas que surgem por conta das exigências do seu supervisor legal da liberdade condicional.
O grande problema, para Irwin, é que esses problemas não são facilmente notados: tanto o sujeito quanto seu supervisor legal não percebem que esses problemas surgem justamente pelo choque do retorno ao mundo externo, ou seja, de um choque de realidade. Muitas vezes, essas questões são ignoradas pela literatura especializada e pelas entrevistas realizadas acerca do tema. O autor acredita que isso ocorre porque a existência desses problemas geralmente é atribuída como consequência da personalidade “errada” e “imoral” do ex-presidiário. Ou seja, é como se fosse culpa do sujeito ter que enfrentar problemas, que “nada mais são do que consequência de seu desvio moral”. Além disso, qualquer aparência de desorganização, frustração e irritabilidade pode ser atribuída pelo supervisor da liberdade condicional à inaptidão do ex-presidiário à vida em sociedade. Por causa de sua posição na relação supervisor-supervisionado, ele é incapaz de entender a profundidade da questão enfrentada pelo sujeito recém-libertado.
Desse modo, o supervisor deve estabelecer um programa ao supervisionado, programa este que envolve questões como a procura por um emprego, por um local para morar, entre outras questões. Entretanto, o supervisor deve fazê-lo com pouquíssimos recursos, na grande maioria das vezes insuficientes para o reestabelecimento da vida do ex-presidiário.
Quando está na iminência de conseguir a liberdade condicional, o detento alimenta esperanças de uma vida reestabelecida, em que ele conseguirá se sustentar e satisfazer seus desejos e carências. Entretanto, a partir do momento em que é liberto, ele é obrigado a lidar com uma série de eventos que o desorganizam. Somada à solidão e à insegurança, essa série de eventos fragilizam-no de uma maneira perturbadora. Tudo torna-se estranho: os sons, as imagens, os cheiros, o ritmo acelerado da vida em sociedade (muito diferente da rotina lenta da prisão). Não raro, o liberto desenvolve depressão, desapontamento e ansiedade.
Para o recém-liberto, tudo é novo: ele tem que lidar com a passagem do tempo, com os novos padrões culturais, com hábitos simples e rotineiros que para ele não são óbvios e com a sensação de “irrealidade”. Não apenas, as mudanças não são apenas perceptíveis em relação ao exterior: o indivíduo perde sua individualidade, seus significados, objetivos, valores e concepções acerca de si mesmo.

#### Tornando-se imerso em um novo mundo
Uma vez que o sujeito tenha conseguido lidar com o impacto inicial e atingiu algum grau de estabilidade, ele começa a procurar maneiras de realizar seus planos feitos ainda na prisão: ele busca “ficar bem”, conforme descrito acima. Para isso, a primeira coisa de que ele precisa é encontrar um grupo de pessoas com que ele divida algum significado, alguma visão de mundo. Muitas vezes, é difícil inclusive se relacionar com antigos amigos e com a família, justamente porque estes possuem perspectivas de mundo diferentes das do sujeito, que passou por severas mudanças no período em que esteve preso.
Por causa disso, é comum que o sujeito busque amigos feitos ainda na prisão, que dividam essa perspectiva com ele. Mesmo assim, para o autor, essas amizades não duram muito, isso porque, enquanto alguns se dispersam e fazem novos laços na vida em sociedade, outros cometem novos crimes e retornam para a prisão.
Irwin, inclusive, relata que, por conta da solidão e do choque de perspectivas em relação às outras pessoas que continuaram a viver no “mundo exterior” enquanto o sujeito estava encarcerado, o ex-presidiário acaba sentindo falta da prisão: as memórias ruins que ele tinha em relação àquela vida vão desaparecendo e, no lugar delas, surge a saudade dos amigos, da vida sem preocupações com a tensão do dia-a-dia, das atividades familiares, entre outras coisas que alimentam esse sentimento.
Isso também se dá porque muitas daquelas expectativas de planejamento de vida feitas na prisão se mostram mais difíceis de serem realizadas do que o esperado. Uma vez que o sujeito já tenha encontrado um emprego qualquer, que em si já é difícil de encontrar, ele passa a buscar algo em que ele possa construir uma verdadeira carreira profissional, ou algum outro em que ele possa pelo menos ganhar mais dinheiro. Entretanto, com sua falta de experiência, seu baixo nível de escolaridade e seu passado na prisão, torna-se muito difícil encontrar um emprego que seja realmente satisfatório, principalmente se o emprego desejado for um numa grande empresa ou em agências governamentais. Nestes espaços, o estigma se mostra ainda mais forte.

#### Sucesso ou falha?
No último capítulo de “The Felon”, Irwin lembra que a reforma do indivíduo, ou seja, o molde aos padrões sociais aceitáveis por que ele deve passar, é o principal objetivo do sistema prisional. Entretanto, afirma que existem pouca certeza sobre que mudanças levam à concretização desse objetivo: ao medir o sucesso de um programa prisional, quase sempre se leva em conta a reincidência como fator principal. Muitos estudos, ao analisarem a reincidência, dividem os ex-encarcerados em duas classes: os “sucessos” e as “falhas”. Muitos dos conceitos que os autores desses estudos, entretanto, são vagos, o que torna essa classificação fraca e pouco útil.
Nesse sentido, para esses estudos o modelo de ex-prisioneiro é o da pessoa que busca uma vida de trabalho duro, para o qual ele já se preparava durante o tempo que ficou na prisão, e que passa seus anos restantes de maneira puritana, penitente, respeitosa em relação às autoridades e não ambiciosa. Esses ideais, para Irwin, não são realizáveis.
Os indivíduos que se veem libertos irão sim procurar se adequar a um modelo de vida, mas a um modelo que ele considera bom para si mesmo. Aquilo que a sociedade convencional considera “uma ameaça” muitas vezes é algo desejável para o recém-liberto, e vice-versa. 

#### O que mudou? O prefácio escrito por Irwin quinze anos depois
No prefácio da edição de 1985 do livro, Irwin conclui que a prisão mudou dramaticamente: esforços em direção à reabilitação foram abandonados na Califórnia, mais pessoas passaram a ser mandadas para a prisão e, além disso, passaram a ser sentenciadas a um tempo maior.
Não somente, muitas das identidades criadas pelo autor foram transformadas ou eliminadas. Um novo tipo, inclusive, surgiu: o do “Fora da Lei”, pessoa que adota uma identidade e perspectiva que se instrui a agir como se fosse durão o tempo todo, sempre pronto a cometer atos violentos quando ameaçado e que busca atingir objetivos pessoais tanto na prisão quanto nas ruas.
De qualquer maneira, algo perceptível para o autor foi o fato de que cada vez mais os prisioneiros pertenciam a alguma etnia que não a branca. Ou seja, mais negros, mais porto-riquenhos, mais “chicanos” passaram a ser presos.
Por último, a mudança que Irwin considera essencial é o fato de não haver mais uma única cultura no mundo da prisão. Ou seja, com o surgimento de gangues e outros fenômenos, a prisão se tornou um local mais complexo, que não pode ser resumido a um único conjunto de características e percepções. Isso agrava ainda mais o problema da classificação, exposto no início de “The Felon”.

### Prisons in Turmoil
O livro   é uma tentativa de entender as prisões atualmente, a partir de uma reconstrução histórica, pautada em três grandes modelos.
Há muito tempo, a ideia de prisão girava em torno de penitenciária, cuja finalidade era fazer os prisioneiros refletirem sobre seus pecados para se purificar e transformar. Durante longo período, eram comuns o trabalho forçado e punições corporais, como flagelo ou confinamento em solitárias. Também os quadros de corrupção administrativa eram graves.
As reformas humanitárias ligadas às décadas de 1890 a 1920 influenciaram o modelo de prisão, de modo a alterar essa realidade. A fase da Grande Casa sucedeu essas reformas. Isso não implicou o desaparecimento da crueldade e corrupção, pois em muitos Estados, mesmo em alguns em que predominava a Grande Casa, havia resíduos de aplicação de punições corporais e trabalhos forçados. Na maior parte dos estados fora do sul, no entanto, a mudança foi efetiva.

#### A Grande Casa
Do ponto de vista físico, a Grande Casa era uma prisão murada, com grandes blocos de celas, os quais continham conjuntos de três ou mais fileiras de celas para uma ou duas pessoas. Em média, abrigava 2500 homens.
Como era construída ao longo das décadas, a Grande Casa era composta por uma mistura de celas antigas, com péssima qualidade de ventilação e precária situação sanitária, e celas novas, um pouco mais higiênicas e eventualmente decoradas. De um modo geral, no entanto, as celas eram duros espaços de concreto e aço, sujeitos a condições climáticas ruins e expostos a muito barulho. Outras instalações eram o jardim, onde se tinha a recreação, o refeitório, o prédio da administração, as fábricas e locais de trabalho.
As principais características proporcionadas por esse aparato punitivo eram isolamento, rotina e monotonia, o que acarretava um humor sombrio. Frequentemente, os internos forjavam planos que contrariavam as regras da instituição, como fuga ou festas.
Os prisioneiros eram, em geral, as pessoas mais pobres e menos educadas, tanto do campo como da cidade. Cerca de metade deles cumpria sentença por pequenos furtos.
Preconceito racial, discriminação e segregação prevaleciam em todos os aspectos da vida prisional, seja por determinações formais ou por regras informais. Os negros, por exemplo, eram alojados em seções especiais. Ou ainda, no refeitório, brancos e negros não se sentavam juntos. Eram sistematicamente mantidos os padrões de segregação e distanciamento.
Para o funcionamento interno, havia uma rotina formal, na qual os prisioneiros levantavam cedo, tomavam café, passavam por quatro ou cinco contagens, trabalhavam ou estudavam, dormiam, etc. Nos finais de semana, ocorriam eventos esportivos e visitas. No entanto, a dinâmica interna dos presos era também regida por códigos próprios de organização, os quais ajudavam a produzir uma relação de hostilidade e inimizade entre prisioneiros e guardas, além de uma hierarquia de prisioneiros. Esta funcionava com base na divisão entre tipos específicos de prisioneiros, o que variava desde os mais respeitados, aos que se responsabilizavam pela organização, os loucos, os homossexuais, os delatores, entre outros. Tratava-se de uma hierarquia de prestígio, poder e privilégio.
Em regra, cumprir pena numa Grande Casa implicava uma rotina lenta e rígida, sem contato com o mundo exterior e isolada de estímulos. Muitos prisioneiros tornavam-se introspectivos, fantasiosos e improvisavam a vida lá dentro. A maioria, no entanto, entrava em estado de estupefação.
A administração era responsável pela manutenção da ordem, por prover os presos com alimentação e higiene e por controlar as indústrias. Os guardas eram outras figuras-chave da Grande Casa. Eram normalmente caracterizados por educação limitada, baixa remuneração, treinamento ruim e, às vezes, comportamento sádico. No trato direto com os prisioneiros, valiam-se de castigos corpóreos, favoritismos e acordos pessoais para manter a ordem. Raramente eram atacados.
De tempos em tempos, a frágil paz estabelecida por esse tipo de relação era rompida por pequenas revoltas. As grandes ocorriam em séries, como as de 1912-15, 1927-31, 1939-40 e 1950-53. Como efeito, essas perturbações acarretavam mudanças na rotina administrativa e ainda algumas perdas de privilégio ou recrudescimento das punições.
John Irwin problematiza os primeiros estudos acerca da Grande Casa ao indicar que os sociólogos empenhados no assunto partilhavam de vieses parecidos. Eles não eram familiarizados com as classes baixas urbanas e eram particularmente imbuídos de uma moralidade típica da classe média. Além disso, carregavam consigo paradigmas teóricos que acarretaram algumas distorções de dados e observações, como a conclusão de que a Grande Casa é um modelo universal, sem considerar as diferenças na população prisional, por exemplo.

#### A Instituição Corretora
Esta é uma fase subsequente, durante a qual o aparato prisional mudou consideravelmente, embora diversos aspectos da Grande Casa tenham resistido. Para além das modificações na aparência e organização, é importante marcar que esse novo modelo promovia um efeito diferente nos prisioneiros.
O surgimento da Instituição Corretora insere-se no contexto de alterações na sociedade estadunidense, em face do pós-guerra. Toda a série de novos problemas sociais deflagrados demandava intervenção estatal.
Grupos de profissionais como psiquiatras, psicólogos, trabalhadores sociais, sociólogos, e especialistas em penologia convenceram-se da viabilidade resolver o problema da violência ao curar criminosos do crime, visto então como uma patologia. Eles interpretaram o comportamento criminoso como causado por forças identificáveis e passíveis de modificação. Dessa forma, concluíram que a razão primeira do encarceramento deveria ser a reabilitação, uma nova forma de correção baseada em métodos científicos.
O governo do pós-guerra procedeu à criação das Instituições Corretoras, criadas pelos penologistas. As mudanças empreendidas para tal podiam girar em torno de reorganização das estruturas de equipe, introdução de novos programas ou construção de facilidades. Em qualquer caso, os correcionalistas organizaram a prisão por três eixos: indeterminação da sentença, classificação e tratamento.
Pela indeterminação, os condenados não tinham conhecimento do tempo de pena que cumpririam. Eles tinham de comparecer anualmente diante de uma autoridade cuja competência era avaliar suas condições diante do tratamento. Com base nessa avaliação, era determinado se o preso poderia sair ou se o tempo de cadeia deveria ser diminuído, mantido ou expandido. Na prática, essa discrição era usada para controlar prisioneiros e deter indefinidamente os que eram considerados perigosos ou indesejáveis pelas autoridades. Além disso, tratava-se de uma maneira de forçar conformação às regras pela intimidação de continuar preso por muito tempo.
A ideia de classificação é ter uma maneira sistemática de diagnosticar e planejar a cura do crime. Nas Instituições Corretoras, idealmente, uma equipe testava e entrevistava o criminoso, de forma a reunir informações sobre ele e sua história. A partir disso, era planejada a rotina terapêutica, a qual era periodicamente revista. Na prática, isso não funcionava bem, porque as ciências sociais não podem oferecer diagnósticos válidos e curas efetivas. O tratamento, aplicado em três frentes – terapêutica, acadêmica e vocacional –, era invariavelmente defeituoso e não obtinha sucesso.
Assim, o modelo de reabilitação falhou, nem mesmo chegou perto do ideal planejado. Entre os vários motivos, está a demanda do público e dos dirigentes governamentais pelo modelo punitivo, de controle e restrição. Além disso, o insucesso se deve à implementação do modelo de reabilitação em prisões já existentes, com dinâmica própria. Sem conseguir reabilitar, tal intervenção criou um modelo totalmente novo de prisão.
A rotina formal nessas instituições era menos rígida que nas Grandes Casas, por causa da proeminência das atividades de reabilitação. Outra mudança bastante notável foi a composição étnica, marcada pelo incremento significativo de grupos não brancos, que passaram a ser majoritários. Comparativamente, havia relativa interação entre grupos étnicos – os brancos, negros e mexicanos – em razão das novas dinâmicas urbanas, que também impactavam as prisões.
Além disso, a organização interna dos tipos de presos também se tornou mais heterogênea, os códigos informais se multiplicaram, de forma a eliminar a possibilidade de liderança hegemônica de um determinado tipo. O ambiente era mais pacífico, as tensões e perturbações eram tacitamente evitadas. Isso se deve, em grande medida, à composição de pequenas redes de sociabilidade, configuradas em razão de compartilhamento de subculturas, conhecimento pré-prisão, experiências parecidas, parcerias nas atividades internas, etc. Tal fenômeno promovia a criação de vínculos e laços de amizades e lealdade, os quais contribuíam para que houvesse mais cooperação dentro das prisões.
Na análise de John Irwin , inclusive em consideração ao tempo que permaneceu preso, o discurso da reabilitação diretamente promoveu ordem, porque os condenados de fato passaram a acreditar que estavam doentes e começaram a buscar curas. Em consequência, deixaram de prestar atenção à própria situação e às injustiças que sofriam, de maneira que não souberam se articular coletivamente para lutar por melhorias. Além disso, a indeterminação de sentença figurava como definitiva no sentido da conformação.
Para os casos daqueles que não se adequavam, mesmo sob essa lógica da reabilitação, a solução adotada foi conciliar o ideal de Instituição Corretora com modelo de segregação. Tal conjugação foi capaz de manter a prisão em paz por cerca de uma década. Todavia, conflitos raciais e senso de injustiça operaram o desmanche da Instituição Corretora.

#### Divisão
Por volta da década de 1960, na composição da população carcerária, houve aumento significativo de negros e de sua militância contra as opressões raciais. Tratou-se do Movimento de Prisioneiros Negros, que, impactado pelos movimentos negros e de direitos civis externos, primava pela reconstrução de uma identidade negra, uma resignificação que trouxesse orgulho.
Essa afirmação do Movimento Negro não foi bem recebida pelos segmentos brancos mais preconceituosos e promoveu o acirramento de discriminações. A segregação racial dentro da prisão tornou-se rígida, apesar de existir apenas informalmente. Toda essa situação tensionou o quadro de violência racial, o que obstruiu a continuidade das redes de sociabilidade configuradas no molde da Instituição Corretora. A vida pública na prisão e o relacionamento entre presos, de um modo geral, tomaram um caráter de muita violência e risco. Todos esses fatores culminaram no quadro que John Irwin chama de Divisão da sociedade prisioneira.
A reunificação advém curiosamente da partilha de um intenso sentimento de injustiça. Em primeiro lugar, os prisioneiros deixaram de se iludir com o modelo de reabilitação. Aqueles que saíram constataram que os programas de tratamento não funcionavam, posto que suas vidas fora da prisão continuavam iguais. O retorno de muitos à prisão generalizou, nos que ainda cumpriam pena, o sentimento de que não valia a pena tanto esforço. Mais ainda, essa nova percepção identificou que a instituição ganhou considerável poder sobre eles e, com o pretexto de reabilitação, promovia arbitrariedades na dilatação de penas.
O sentimento de injustiça induziu a eclosão de um explosivo movimento político prisional, com a unificação das rupturas. Muitas lideranças do movimento prisional negro deram uma guinada ao marxismo e passaram a cooperar com radicais brancos, a abandonar o separatismo. Também os agrupamentos mexicanos, na Califórnia, por exemplo, iniciaram um processo de cultivo de suas raízes étnicas. Mas o mais impactante foi o ganho da noção de que os prisioneiros, enquanto classe, recebiam tratamento injusto pela lei.
Os trabalhos científicos sociais da década de 1960 amplamente disseminaram a evidência de que era promovida sistemática discriminação em todas as fases do sistema de justiça criminal. Naturalmente, o caráter injusto dessa realidade levou os presos a se ressentirem das punições serem principalmente voltadas a pessoas pobres e, ainda, do fato de suas condenações serem ainda mais rápidas em razão de não poderem pagar por boas defesas. John Irwin expõe as análises dos prisioneiros que, entre outras coisas, denunciavam a violação do devido processo legal, execuções ex post facto, punições cruéis e desproporcionais.
Tal mobilização não significou o fim dos conflitos raciais, mas muitos, especialmente as lideranças de grupos adotaram novas perspectiva, mais radicais e voltadas a objetivos comum. O processo que culminou nas greves de San Quentin evidencia que, apesar das animosidades, negros, mexicanos e brancos optaram por cooperar por pautas que compartilhavam.
Depois desse processo, cada vez mais os presos passaram a adotar ideologias e se envolver nas mais variadas formas de atividade política. A prisão foi levada ao centro do debate público. Novas organizações se formaram, e antigas direcionaram o foco, para trabalhar pelo fim ou por reforma do sistema prisional. De forma crescente, os estudiosos da criminologia e organizações externas passaram a protagonizar a luta política dos prisioneiros no lugar deles.

#### Revolução
Entre 1970 e 1975, a sociedade estadunidense passava por um momento de crescente autocrítica. Esboçou-se um grande e flexível movimento da sociedade, composto por minorias raciais, novos ativistas de esquerda, liberais de classe média e meia idade. Suas lutas eram contra o racismo, o sexismo e a guerra do Vietnam, por exemplo. Também a questão prisional era uma das grandes preocupações.
Nesse contexto, surgiram muitas organizações que trabalhavam com o assunto, as quais tinham diferentes filosofias, objetivos, estratégias e composições. Havia as organizações de autoajuda, de caráter mais conservador e individualista; os grupos de direitos dos prisioneiros, que podiam ser compostos por prisioneiros, ex-prisioneiros, criminologistas ou humanitários; e as organizações radicais, as quais postulavam a transformação do sistema capitalista, do qual a prisão seria só mais uma maneira de opressão.
Entre as atividades empreendidas fora da prisão, figuravam os julgamentos, nos quais havia presos sendo acusados de algum ato violento. Os ativistas levantavam fundos, organizavam um comitê de defesa e comandavam um enorme esforço publicitário para defender os presos diante da lei e da sociedade. Também ocorriam as litigâncias de direitos de prisioneiros, que proporcionaram a expansão de direitos constitucionais, do devido processo legal e de direitos de cidadania para todos os presos. Ainda, recorrentemente ocorriam as conferência da prisão, nas quais eram debatidos temas como racismo, abolicionismo, medidas de correção, etc.
Internamente, as manifestações assumiram um novo tipo de organização política. As greves passaram a ser coordenadas em torno de documentos reivindicatórios e as lideranças dos principais grupos étnicos buscavam manter a coalizão. Além disso, os organizadores mobilizavam apoio externo de organizações e então finalmente iniciavam ações coletivas para pressionar a administração a negociar. É importante lembrar também que, no plano interno, o contato de violência e provocação a guardas tornou-se muito grande, quando comparado aos períodos anteriores do sistema prisional.
O enfraquecimento do movimento iniciou-se por volta de 1975, quando uma variedade de problemas se intensificou. Externamente, houve combinação da perda de fundos e da forte diminuição do apoio público ao movimento popular, ambos impulsionados por um avanço de pressões conservadoras, tanto de grupos econômicos como da mídia. Na dinâmica interna, a animosidade entre grupos, motivada por diferenças de perspectivas, gerava conflitos que impediam a cooperação. Assim, com suportes externos limitados e fragmentação interna, o movimento perdeu força.

#### Reação
Diante de toda essa agitação, houve uma resposta administrativa que ultrapassou o Movimento Prisional em impacto e consequências. A disputa entre duas orientações resultou na vitória e fortalecimento da mais antiga, a que postulava a Custódia, em detrimento da que defendia o Tratamento.
A primeira seguia os princípios de que o fim maior das prisões é punir prisioneiros e proteger a sociedade, de que prisioneiros não são confiáveis e de que só uma disciplina rígida poderia manter os prisioneiros sob controle. Além disso, apesar de não admitir abertamente, tinha atitudes racistas. Já a outra surgiu em torno da ideia de que o criminoso é um indivíduo emocionalmente perturbado ou mal ajustado, de forma que a prisão devesse ser um sistema de respostas individualizadas a esse problema.
Após toda a movimentação descrita, a orientação do tratamento assumiu uma nova versão, mais comprometida com os direitos civis.
Durante a primeira era do tratamento, ainda que sempre em disputa, as duas orientações acomodaram-se, coexistiram sem maiores problemas. A nova versão, no entanto, incomodava muito mais a Orientação da Custódia, por causa da abordagem muito mais humana e menos hierarquizada com os presos.
Todas as atividades de protesto, internas e externas, e a nova consciência política ameaçavam e enfureciam a velha guarda. Além disso, a atuação dos ativistas no sentido de caracterizar os guardas e a administração como ruins era particularmente incômoda, porque os colocava como não confiáveis. As decisões resultantes dos julgamentos, por exemplo, tiravam-lhes a possibilidade de usar as medidas que consideravam necessárias para controlar os prisioneiros.
Conspirações reais e imaginárias, atos de violência contra guardas e constante condenação dos funcionários da prisão. Desse contexto de tensão, resultou o fortalecimento da Orientação da Custódia, tanto pelo pretexto de reagir, como pela adesão de alguns da Orientação do tratamento que se sentiam ameaçados e ofendidos. No plano externo, o aumento do crime violento e a atuação midiática de massa configuraram uma cena conservadora, em que a simpatia pública por prisioneiros deixou de existir. Isso legitimava ações mais rígidas de controle.
Assim, a Orientação da Custódia conseguiu voltar ao poder com uma filosofia revisada. À velha ideologia punitiva, segundo a qual os prisioneiros eram inferiores e inconfiáveis, foi adicionada a repulsa por presos que atuavam politicamente, assim como pelos ativistas externos. Algumas ações não oficiais de guardas nesse sentido envolviam atos de brutalidade, violência contra prisioneiros com envolvimento político. A administração, embora não autorizasse esse tipo de conduta, era omissa em investigar e até fazia esforços para acobertar ocorrências do tipo.
Também havia políticas abertas e ações assumidas contra o Movimento Prisional. Funcionava, por um lado, um esquema de perseguição sistemática a prisioneiros com envolvimento político, com a finalidade, não raro alcançada, de desarticular grupos e organizações internas. Outra estratégia era o esforço de isolamento do mundo exterior, especialmente dos ativistas, com a finalidade de desarticular eventuais intervenções.
Essa reação da administração teve o efeito de parar o desenvolvimento de uma organização política que poderia alterar os rumos da prisão, ao combater o racismo, a crueldade e arbitrariedade.

#### A Prisão Contemporânea
Esta é produto das três fases relatadas: a divisão da sociedade prisional, a “revolução” dos prisioneiros e a reação administrativa.
Todo esse processo deixou maior parte das prisões fragmentadas, tensas e em geral extremamente violentas. Os prisioneiros não brancos aumentaram radicalmente em número e as relações passaram a ser pautadas por diferenças, desconfianças e ódio. Os padrões informais de segregação foram novamente firmados. Configurou-se cenário semelhante ao descrito na divisão da sociedade prisional, com o agravamento do racismo institucional, partindo dos guardas e legitimando racismo de prisioneiros brancos.
No entanto, não se desenhou uma caótica guerra de todos contra todos. Formas sociais complexas e um alto grau de ordem ainda existem entre prisioneiros, mas é uma ordem segmentada. Cada vez mais os prisioneiros restringem-se a pequenos grupos de amigos ou gangues de composição racial homogênea. Um traço característico desses novos grupos é a violência e hostilidade. Outros motivos de agremiação são semelhante orientação criminal, compartilhamento de experiências pré-prisionais, comunhão de interesses ou proximidade forçada por convívio nas celas ou nos trabalhos.
A figura do condenado ideal, isto é, em posição autônoma e capaz de articulação social na prisão, é a do sujeito pronto para matar, capaz de se proteger e que mantém fortes laços de lealdade com seu grupo ou gangue. Ele é capaz de atacar e roubar, ou tolera ataques e roubos de seus companheiros a inimigos ou indivíduos mais fracos. Além disso, faz oposição à administração e toda sua personalidade é combativa, marcada por masculinidade e dureza.
As condições hierárquicas organizam-se a partir da proximidade ou distância desse perfil. E as relações dependem muito de como o indivíduo se enquadra nesse jogo. O controle do contrabando, das relações econômicas, da política na prisão, das áreas de convívio, tudo isso está nas mãos de gangues hegemônicas nas prisões contemporâneas.
A situação na maior parte das prisões estadunidenses segue o esse padrão. Não se trata de caos, mas de uma perigosa e tensa organização. O problema fica ainda mais difícil de enfrentar, porque, além de enraizado em orientações sociais e culturais dos prisioneiros, é retroalimentado pela própria estratégia de desarticulação deles enquanto classe.
Outro aspecto importante acerca da prisão contemporânea é o elevado custo de manutenção. A contenção de presos e necessidade constante de segregar lideranças problemáticas aumenta astronomicamente os gastos.

#### Tendências e Possibilidades
Os responsáveis por pensar e administrar o sistema prisional estão em estado de confusão. Falta uma filosofia, sobram objetivos contraditórios, de forma que os projetos sejam igualmente paradoxais, ilógicos. Por exemplo, apesar de toda a crítica da nova criminologia e da comprovada ineficácia dos programas de reabilitação para combater reincidência, antigos administradores insistem em implementar mais intensas formas de tratamento, terapias de grupo, etc.
Além disso, o caráter extremamente burocrático da administração criou subgrupos dentro dela, que deixou de ser unívoca, ao receber guardas e membros de diversos grupos sociais. O tipo autoritário da estrutura dificulta participação e, no entanto, não consegue coordenar as ações num único sentido, de forma que falte coesão.
Para pensar as vias de solução, John Irwin rejeita o abolicionismo, porque acredita ser uma “resposta fácil”, que não atende às necessidades de punição da sociedade as quais entende como inegáveis. Ainda que a prevenção geral possa ser parte, a retribuição é uma demanda e a prisão é a única maneira factível politicamente, além de ser a menos desumana.
Assim, defende a prisão como única alternativa para crimes sérios. Ele acredita que a experiência pode agregar elementos positivos no condenado, como a ruptura com dinâmicas sociais deletérias em que estava inserido e certeza de ter retribuído, sem poder ser mais cobrado por sua falha. No entanto, entende que não podem ser longos os períodos de cumprimento de pena, que não devem exceder a um ou dois anos, para que o efeito deteriorante da prisão não seja prejudicial. Ademais, as condições de humanidade da estrutura administrativa carcerária precisam mudar, para que não haja mais arbítrio, racismo e violência. Somente por meio desse replanejamento seria possível prover os prisioneiros de recursos para alcançar autodeterminação, dignidade e respeito.

### The Jail (1985)
“Combining extensive interviews with his own experience as an inmate, John Irwin constructs a powerfuland graphic description of the big-city jail. Unlike prisons, which incarcerate convicted felons, jails primarily confine arrested persons not yet charged or convicted of any serious crime. Irwin argues that rather than controlling the disreputable, jail disorients and degrades these people, indoctrinating new recruits to the rabble class. In a forceful conclusion, Irwin addresses the issue of jail reform and the matter of social control demanded by society. Reissued more than twenty years after its initial publication with a new foreword by Jonathon Simon, The Jail remains an extraordinary account of the role jails play in America’s crisis of mass incarceration.”
“The Jail” foi o quarto livro publicado por John Keith Irwin, em 1985. O livro é escrito tendo como base não apenas a intensa pesquisa de Irwin pelas cadeias americanas, conjugando depoimentos de encarcerados com dados e estatísticas das cadeias, mas embasado também na própria experiência do autor - John cumpriu pena de cinco anos na Prisão de Soledad por roubo com emprego de arma de fogo (armed robbery), e antes de sua condenação, também passou por um período de 120 dias em cadeias de oito cidades diferentes. Sua descoberta, já na prisão, de que criminosos não passavam de seres humanos ordinários e comuns foi a linha que guiou todo sua carreira acadêmica e política a partir de então.
Ao tratar da cadeia, Irwin explica a necessidade de haver uma reversão no desinteresse geral tanto do público quanto dos cientistas sociais pela cadeia. Para ele, o estudo é importante por várias razões: pelo número muito maior de pessoas que passam pela cadeia do que pela prisão; pelo fato de ser na cadeia onde são feitas as decisões mais críticas sobre a liberdade dos encarcerados e, por fim, porque “the jail, not the prison, imposes de cruelest form of punishment in the United States”, forma essa que deixa consequências nas vidas dos prisioneiros que se arrastarão para sempre.
O trabalho de Irwin se focou nas cadeias de São Francisco, onde sua amizade com um xerife de polícia o permitia circular pelo sistema prisional da cidade. Por um ano, ele foi assistente social em três cadeias de São Francisco, passando diversas horas do dia nos “tanks” (celas abrigando grande número de prisioneiros). Após esse período, por várias vezes que se seguiram, ele acompanhou defensores públicos em audiências e entrevistou pessoas trabalhando no projeto "San Francisco OR", um programa para a soltura de prisioneiros em liberdade provisória. Apesar do foco em São Francisco, John defende a validade de seus estudos para as cadeias em geral, tendo em vista que ele também trabalhou com a cadeia central de Yolo e de Los Angeles, além de consultar dados reunidos em estudos nesses demais locais.
O livro é dividido em sete capítulos e tem como tese principal a descoberta crítica de que “instead of ‘criminals’, the jail receives and confines mostly detached and disreputable persons who are arrested more because they are offensive than because they have committed crimes.” O capítulo primeiro examina o propósito da cadeia como meio de contenção do “rabble” – denominação dada pelo autor a uma categoria de pessoas “disreputable” (ao pé da letra, vergonhosas) - com base na história. O segundo capítulo foca nos prisioneiros: quem são e por que estão lá. Os capítulos três, quatro, cinco e seis exploram o processo de encarceramento e as consequências pessoais e sociais que deste decorrem. No capítulo de conclusão, Irwin analisa em termos sociológicos o que significaria uma reforma das cadeias.
Estudando o histórico do desenvolvimento das cadeias inglesas e americanas, Irwin explana sua tese de que sempre existiu e continua existindo um grupo que emerge das camadas mais pobres, o “rabble”, e é considerado como uma constante ameaça à ordem social. Os rabble seriam um produto de muitos dos nossos processos sociais básicos, relacionado aos valores individualistas da nossa sociedade que promove o isolamento; relacionado aos influxo de imigrantes não-brancos e o preconceito que vem com ele e relacionado ao estado de “suspensão” da juventude americana, a qual parece não ser dada nenhuma oportunidade séria até entrar na casa do vinte anos de idade. Principalmente, a existência permanente dos rabble estaria relacionada ao desemprego estrutural entre os cidadãos menos integrados socialmente, como minorias hispânicas e negros.
Normalmente, a camada mais violenta dos “rabble” é presa, condenada e enviada às prisões, enquanto os “rabble” medianamente ofensivos são mantidos nas cadeias. Assim, a cadeia funciona como um mecanismo social de controle.
A pesquisa de Irwin o leva a entender que não é questão de os “rabble” não terem de fato cometido crimes, mas sim o fato de que muitos deles violam padrões que são impostos com excessiva discricionariedade pela polícia – padrões esses cujo objetivo mais direto é o controle dos “disreputable” e não a execução da lei. Assim, ele observa que a vasta maioria das pessoas que são presas, fichadas ou encarceradas na cadeia não são acusadas de crimes graves, mas sim de crimes triviais (que envolvem uma pequena quantidade de dinheiro e nenhum tipo de lesão corporal) ou com comportamentos que nem ao menos são tipificados.
Irwin distingue nove tipos de disreputables. O primeiro deles, os “petty hustlers” são os mais vulneráveis e mais facilmente identificados pela polícia, já que suas conquistas criminosas são altamente visíveis, mesquinhas e ameaçadoras aos cidadãos ordinários – eles vendem marijuana, cometem pequenos furtos em lojas ou vandalizam carros.
O segundo tipo, os “derelicts” são tipos que se desconectaram da sociedade organizada e vivem nos limites da vida social – a eles se somam pacientes psiquiátricos que foram liberados das instituições e outros que evitam a vida institucionalizada. Seu constante estado de embriaguez os torna um alvo fácil da polícia. Em sua pesquisa com 100 presos, 14 eram “derelicts”.
Os “junkies” representam o terceiro tipo de “disreputables” Eles são pessoas que são ou foram viciadas em opiáceos, usualmente heroína. Para sustentar seu vício, elesroubam, furtam ou importunam pessoas. A maioria dos policiais, nos estudos de Irwin, prende os “junkies” quando os encontra cometendo algum ilícito como posse de drogas. “Officers keep up a constant campaign against them.”
John denomina de “outlaws” o quarto tipo. Eles são pessoas que geralmente adotam uma identidade e perspectiva de fora-da-lei e tem, então, de conviver com as consequências dessa identidade perante a sociedade – essas consequências são as que os levam a cometer atos criminosos em desespero, como roubos armados de lojas com visível risco de resultar em lesões corporais tanto para eles próprios quanto para as vítimas.
O quinto tipo, os “crazies”, deriva da política de corte de gastos de muitas clínicas psiquiátricas que levou à soltura de muitos pacientes anteriormente internados. Ocasionalmente, esses pacientes ultrapassam a “zona de comportamento socialmente aceitável” e cometem atos ilícitos como invasão de propriedade, destruição de propriedade, defecação nas ruas e etc.
O sexto tipo Irwin classifica como “corner boys” – homens membros da classe trabalhadora e/ou das camadas mais economicamente desfavorecidas da sociedade. Segundo os estudos de Irwin, os “corner boys” são vulneráveis à prisão por diversos motivos: passam muitas horas em ruas severamente patrulhadas pela polícia; fazem questão de exibir características de virilidade entendidas como típicas pela maioria dos membros das classes mais baixas que acabam provocando reações hostis da polícia; e eles, na companhia de tipos mais perigosos e experientes, em busca de intoxicar-se ou de conseguir dinheiro fácil, podem cometer atos ilícitos como receptação de produto de crime, furto e invasão de domicílio.
Os “low riders” é o sétimo tipo de disreputables descrito por Irwin. A expressão deriva de um termo usado nos anos 1950 para descrever jovens de camadas mais pobres da sociedade que costumavam abaixar-se nos bancos de seus carros enquanto dirigiam vagarosamente por ruas movimentados. O termo migrou para as penitenciárias californianas como forma de referir-se a presos jovens que tinham comportamentos similarmente ostensivos. Na época em que o livro foi escrito, o termo havia migrado de volta às ruas para descrever pessoas que customizavam seus carros para deixa-los mais chamativos. Por essa razão, Irwin usa o termo para denominar a uma categoria urbana  como motoristas de carros customizados e punk rockers, que compartilham algumas características principais: agem publicamente usualmente com comportamentos ofensivos ou intimidativos à testemunha média, assim o fazem com intenção de chocar e ameaçar os demais e alguns de seus comportamentos são ilegais e desviantes – rachas, consumo de álcool em público, consumo de drogas, rixas e etc.
Os “aliens” se referem a grupos de imigrantes, cuja recepção pela maior parte da comunidade americana consistiu em enxerga-los com inferioridade e preconceito – visões que os excluíram da maioria das organizações convencionais e os jogou à categoria de disreputables, tornando-os alvos da discriminação do povo e de intensa ação repressiva da polícia. Assim, eles estão sujeitos à prisão por viverem em bairros mais pobres, serem público frequente de bares, falarem uma língua estrangeira que os “aliena” do resto da população e, principalmente, por estarem sempre vigiados e vistos com olhos julgadores. Quando cometem crimes, costumam ser roubos.
A penúltima categoria relatada por Irwin são os “gays”. Apesar de, como ressalvado pelo próprio criminalista, muitos homens gays de São Francisco da época viverem vidas de luxo e não pertencerem às classes mais baixas, eles ainda são vistos como disreputables não apenas pela sua orientação sexual, mas pelo estilo de vida que – em sua maioria – levam. Esse estilo consiste em usar
oupas consideradas promíscuas e beijar ou demonstrar afeto por outros homens em público. A polícia costuma os prender na tentativa de afastá-los de banheiros públicos ou parques, onde eles mantêm encontros sexuais.
Por fim, a última categoria é a dos “square johns”, pessoas respeitáveis (reputables) que cometem crimes como fraudes, estelionatos, homicídios e posse de drogas (geralmente cocaína).
Assim, das cem pessoas entrevistas por John nos “tanks”, 70% haviam sido presas por estarem bêbadas ou drogadas em público, por violações de trânsito, ou por dirigirem embriagados. As pessoas presas por esses crimes de menor potencial ofensivo eram em sua maioria derelicts, corner boys e petty hustlers. Já a maioria dos presos por dirigirem embriagados e por infrações de trânsito eram “cidadãos ordinários” – e, no entanto, em sua grande parte pertencentes à classe trabalhadora e desproporcionalmente não-brancos.
O estudo de John Irwin detectou que a grande maioria da população das cadeias é composta de membros da rabble  – pessoas pobremente integradas na sociedade e que são vistas como vergonhosas - que lá são colocados como forma de uma política de controle social. Essa descrição bate perfeitamente com os tipos dos petty hustlers, derelicts, junkies, crazies e outlaws. O estudo também demonstrou que mais do que o potencial ofensivo docrime, o que foi determinante para a prisão na cadeia foi a agressividade do preso. Além disso, receber uma sentença de prisão em cadeia também é mais ligado à ofensividade do que a seriedade do crime: 23% das pessoas com agressividade considerada alta ou moderada foi condenada à prisão em cadeia, contra 8% daqueles condenados por crimes moderadamente ou altamente graves.
Nos capítulos três, quatro, cinco e seis, o autor irá tratar do fato de a intenção óbvia por trás do encarceramento das pessoas em cadeia – prender os acusados até seus julgamentos e então, se estes forem condenados, os punir – estar falhando miseravelmente, motivo para diversas consequências indesejáveis.
O segundo parágrafo escrito por John no início desta parte do livro indica bem como o assunto virá a ser abordado. “To understand fully the jail’s purpose, we must keep in mind that it is intended to hold the rabble, not other persons. Reputable people commit crimes and occasionally are arrested; but it has never been a social policy to keep them in jail while they await trial. Other previsions have always been made for them.” [1]
A primeira consequência que vem dessa falha do sistema carcerário é que o prisioneiro médio de uma cadeia sofre mais punições por dia do que o condenado em uma prisão estadual (frisa-se que essas punições são intencionais). As consequências, no entanto, apenas começam por aí: ir para a cadeia costuma ter a função de manter as pessoas na classe dos rabble ou convertê-las a isso.
O autor trata na extensão dos próximos capítulos de sua obra de todos os aspectos responsáveis por perpetuar essa criminalidade. Tomamos a liberdade de resumir os frutos de sua pesquisa no seguinte exemplo: imagine-se subitamente arrancado de seu mundo, privado não apenas de todas as coisas com as quais você está familiarizado mas também de todas as pessoas com as quais você tem contato. Imagine-se tendo todos seus assuntos e casos e situações subitamente interrompidas e sua mobilidade impedida. Imagine-se jogado num lugar sujo, pequeno e confinado com outras diversas pessoas que você não conhece e que provavelmente te imporão medo a princípio. Pense em como é sofrer torturas diariamente, se não por meios físicos, também por formas psicológicas, também pela falta de alimentação e higiene adequadas, também pela falta de qualquer forma de recreação ou expressão de ideias. Agora, por fim, imagine que esse é um lugar que se propõe a lhe reabilitar e lhe mandar de volta para a sociedade como um “novo homem”, um “homem melhor”. É basicamente assim que Irwin explica o sistema das cadeias de São Francisco por ele analisadas e dessa forma que ele justifica o seu fracasso. A degradação, o isolamento e o completo descaso com a humanidade dos presos que se arrastam em absolutamente todos os aspectos do processo de condenação judicial impossibilitam que o sistema funcione.[2]
Irwin observou que a experiência de punições truculentas e injustas frequentemente enraivece os presos e cria neles um senso de isolamento e desprendimento com os valores daqueles que lidaram com eles de tal forma – isso apenas dificulta a diminuição da criminalidade e a reabilitação dos convictos. Ele observou três tópicos principais de conversa nos “tanks” e um deles é o processo judicial. Em suas anotações, ele percebeu uma descrença na fala dos presos: eles caracterizam o sistema como hipócrita e injusto e acabam por querer distância de tudo que o envolve. Esse senso de revolta, essa visão “nós versus eles” faz por, ao menos em suas cabeças,  legitimar suas atitudes desviantes.
Irwin mostra que a razão para a hostilidade do público em geral com os rabble é histórica. Historicamente, eles foram vistos como propagadores de revoltas, perturbadores da ordem social por meio de revoluções e corrupções. Ademais, a cultura da classe média de perseguição de um estilo de vida bourgeois, baseado no trabalho e na meritocracia cria um ressentimento contra todos aqueles que não parecem estar se empenhando da mesma forma e para os mesmos objetivos. Assim, as atitudes e a aparência dos rabble, mesmo quando perfeitamente legais, ofendem a população média em um nível pessoal. O autor infere que nunca será possível tratar os rabble humanamente e, para tanto, promover uma reforma carcerária enquanto o público os ver como inferiores e como motivo de preocupação.
O criminalista tece sua conclusão de que a cadeia serve não apenas para controlar os rabble, mas para compacta-los. É a instituição socializante primária na existência dos rabble – as instituições socializantes de sucesso, como a família e a escola, mantém os indivíduos em relacionamentos sustentáveis e proveem meios e tempo necessários para que se comuniquem as normas e os sentidos da tal sociedade. Além disso, eles investem os propagadores da cultura da sociedade com prestígio e poder para que eles possam ser agentes de uma socialização de efeito. A mesma coisa ocorre com a cadeia, com a diferença de que essa socializa as pessoas a comportamentos e culturas desviantes.
Por fim, ele explana que a razão para a manutenção das cadeias sem nenhum tipo de reforma, apesar de seu claro insucesso, é a vontade do público. Ao citar uma proposta de reforma desenvolvida por Ronald Goldfarb e a reação contrária por ela encontrada, ele sintetiza seu pensamento “such reform proposals really are outlandish and bizarre not because they are unworkable or inconsistent with concepts of justice and humanity, but simply because they are opposite of what the public wants. The public does not want the rabble confined in a hotel; it wants them to suffer in jail. In our society, the jail will not change until we significantly reduce the size of the rabble class or significantly change out attitudes toward it. Unfortunately, the existence of both a rabble class and a public hostility toward it seems to be firmly rooted in our society.”
[1]Ele mostra que até mesmo certas características físicas das cadeias têm relação com essa intenção de ser, antes de tudo, um abrigo para apenas os rabble, como a preocupação extrema com segurança.
[2] “They are impersonally and systematically degraded by every step of in the criminal justice process, from arrest through detention to court appearance.” (p. 103)

### The Warehouse Prison: the disposal of the new dangerous class (2005)
“The Warehouse Prison: the disposal of the new dangerous class”  foi um dos últimos livros publicados pelo autor, 6 anos antes de falecer.
Após passar 20 anos observando horrorizado o boom da população presidiária, o autor resolveu retornar ao ambiente das prisões para conduzir este estudo, o qual propõe o mesmo que os demais: demonstrar que presidiários são seres humanos que não são assim tratados e mostrar que esse tratamento é desnecessário, injusto e improdutivo.

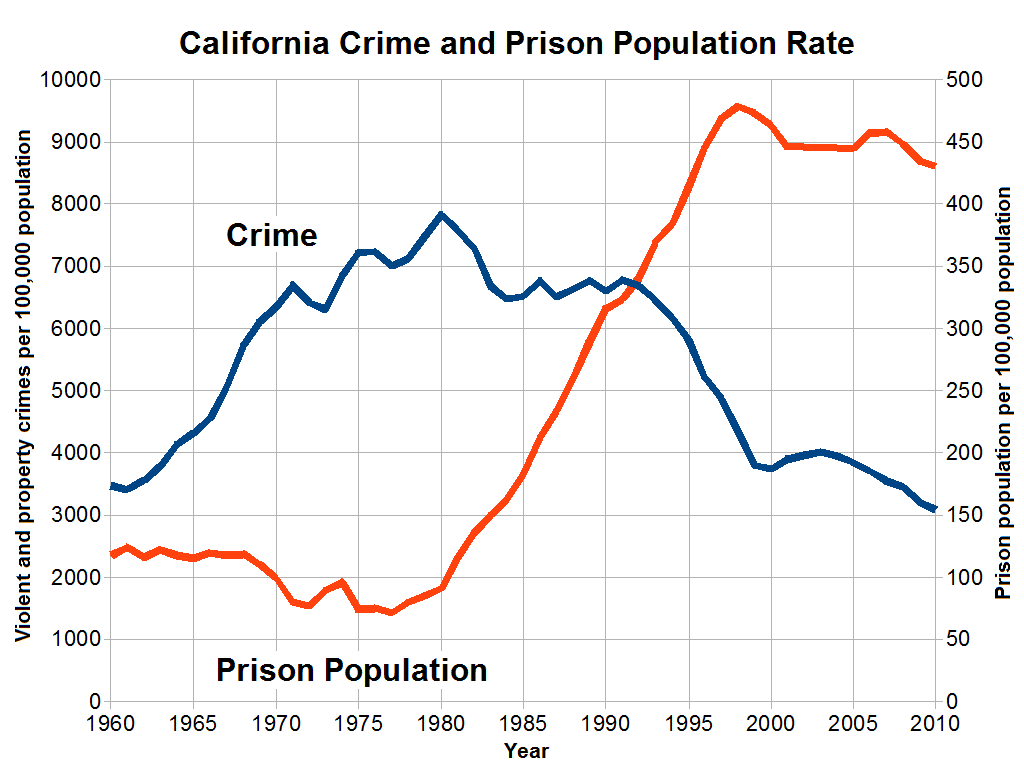
Taxa de Crimes e População Presidiária de 1960 a 2010, na Califórnia (EUA): percebe-se que há uma queda na taxa de crimes, enquanto ocorre um aumento da população encarcerada.

O livro, que conta com relatos de outros penalistas, escritores, ex-detentos, entre outros, trata das prisões contemporâneas chamadas de “warehouse”, que seriam, ao pé da letra, prisões armazém, e as prisões “supermax”, que seriam prisões de segurança máxima; de como os detentos vivem nessas novas prisões e como se saem depois de serem soltos. Tenta também explicar porque os Estados Unidos possuem o maior sistema presidiário do mundo. Assim, examina o papel da punição na sociedade, o desenvolvimento da prisão como primeiro aparelho de resposta penal na sociedade e a história das prisões americanas.

#### O aumento do encarceramento
No primeiro capítulo do livro, Irwin  analisa o aumento do uso das prisões. Para ele, o que ocorreu de fato não foi o aumento do número de crimes, mas o aumento do medo do crime por parte dos americanos. Dessa forma, o sistema penal passa a ser uma reposta usada para controlar e gerenciar a classe considerada perigosa.
Ele demonstra que o aumento do encarceramento e da maioria das formas contemporâneas de punição são resultados da guerra contra crimes e contra as drogas. Isso é utilizado como justificativa para focar o sistema penal na classe perigosa: pobres, majoritariamente não brancos, jovens, homens, moradores do centro da cidade.
Na verdade, o controle dessa classe não é o objetivo oficial do encarceramento, mas um objetivo não oficial. O objetivo oficial seria punir aqueles que violam padrões morais compartilhados por uma consciência coletiva ou servir como prevenção para que potenciais criminosos pensem antes de violar leis. Quanto aos objetivos não oficiais, são três, segundo Irwin: o controle de classe; servir como bode expiatório, direcionando atenção pública para o comportamento da classe perigosa, desviando a atenção de sérios problemas sociais; e o terceiro seria utilizar a ameaça da classe perigosa como meio de obter capital político e ganhar eleições.

#### A história das prisões norte-americanas
Para que se possa entender melhor como funcionam as prisões contemporâneas, o criminalista passa pela história das prisões norte-americanas no segundo capítulo de seu livro.
As penitenciárias surgem como forma de substituir práticas penais cruéis e ineficazes, particularmente punições corporais ou banimentos, os quais os EUA herdaram da Inglaterra, mas sempre com o intuito implícito de controlar as classes mais baixas.
As duas primeiras experiências nos Estados Unidos foram Newgate em Nova York e Walnut Street na Pennsylvania. Devido a lotação e por terem, em parte, fracassado, persistiram planos de desenvolver uma resposta inovadora para o problema dos crimes. Assim, surgem dois novos tipos de penitenciárias com o objetivo de evitar a contaminação dos presos e promover a reforma deles mediante separação, disciplina e contemplação. 

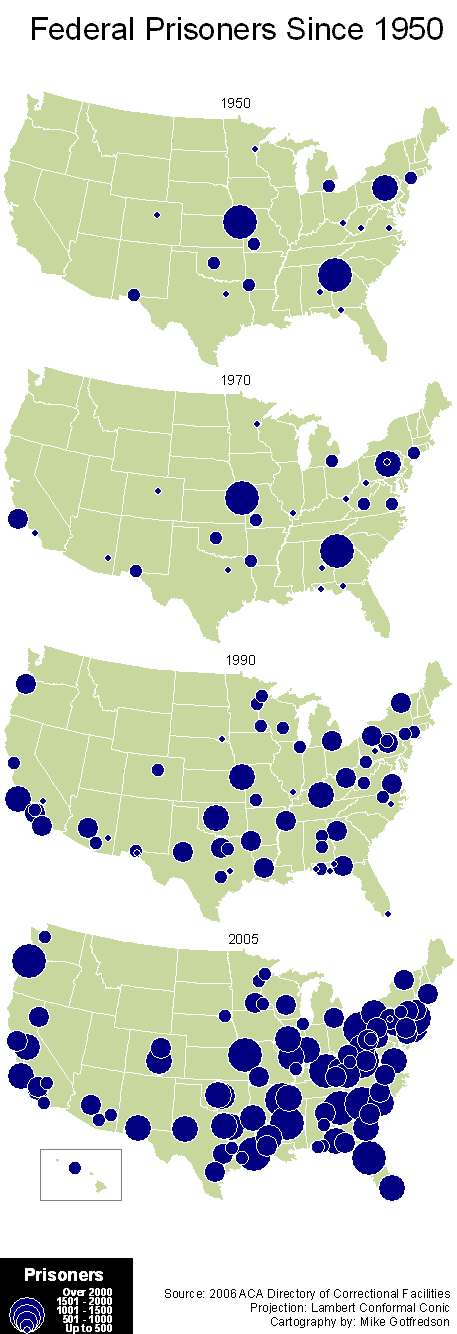
Distribuição dos presidiários nas prisões federais americanas desde 1950.

Uma delas, em Nova York: Auburn. Seu principal foco era a separação dos presos. Utilizava como recursos o trabalho em congregação, com silêncio forçado; a regulação temporal de todas as atividades dos presidiários e algumas regras militares, como marchar para se locomover. Os presos eram vistos como irredimíveis, indivíduos não confiáveis que deveriam ser disciplinados. Os mais difíceis eram, ainda, isolados: sem visitas, dieta reduzida e sem trabalho. A rotina era bruta e a comunicação era limitada.
A maioria das prisões seguiram os padrões desta.
A outra penitenciária, na Pennsylvania, utilizava um sistema de celas isoladas. Os presos trabalhavam nas próprias celas e não havia comunicação, portanto não havia vida social.
O tipo de penitenciária como Auburn possuía maior potencial de exploração do trabalho presidiário, enquanto a de Pennsylvania possuía elevados custos de manutenção. Por isso, houve maior adoção de prisões no estilo da de Nova York.
Quanto ao trabalho, no século XIX o sistema de separar presos e mantê-los isolados se mostrou falho. Por isso, surge a necessidade de encontrar algum meio de mantê-los sob controle, discipliná-los. Isso se dava por meio da exploração do trabalho e por punições corporais. Duas características marcantes eram o silêncio e a disciplina rígida.
No século XIX, as prisões eram, portanto, como a de Auburn. Apresentavam-se como fortalezas. As celas não possuíam luz, aquecedor ou encanação. Havia o “pátio”, uma grande área aberta, a qual poderia conter alguns instrumentos para recreação. Os presos deveriam cumprir tarefas, isto é, uma porcentagem do trabalho diário, pois o Estado ou os contratantes desejavam lucro. O trabalho era um meio de controlar e disciplinar os presos e ainda obter lucro com a produção, não havia qualquer intuito nobre ou de reforma humanitária. No caso de qualquer desobediência, as punições eram severas.
No fim do século XIX, foi restringido o uso do trabalho presidiário: os bens produzidos pelos presos passam a ser utilizados apenas por agências estatais. Além disso, as reformas da “era progressiva” vieram a tona e a maioria das práticas excessivamente brutais foram eliminadas. Cresce, assim, a aceitação de multas e condicionais, sendo formas prevalecentes de punição. As prisões tornaram-se lugares para onde os detentos eram enviados para “cumprir tempo” – a punição se dava apenas por estarem lá e estarem temporalmente incapacitados. O tipo de prisão dessa época é a chamada Big House, ao pé da letra: Casa Grande. Suas principais características eram: o isolamento, a rotina e a monotonia. Um tipo de prisão com maioria branca, com tipo criminal sofisticado, a qual formava uma sociedade solidária de condenados. Eles possuíam uma rotina formal, com horários apertados.
No período pós 2ª Guerra Mundial nasce um ideal de reabilitação, com ele, as chamadas instituições de correção. O crime era considerado uma patologia psicológica ou fisiológica, não um pecado ou maldade. Tratava-se da chamada “era correcional”, na qual a população se mostrava receptiva e havia dinheiro público disponível.
A proposta era de humanização, de empregar técnicas da ciência social para reduzir crimes e converter criminosos patológicos em cidadãos bem sucedidos que respeitem as leis. Havia um desejo de operar um sistema penal humano. Esse ideal reabilitador possuía três mecanismos: um sistema indeterminado de sentença (o preso deveria ser solto quando estivesse curado da criminalidade); a classificação (diagnosticar e determinar a natureza criminal do indivíduo para que se possa tratar); o tratamento (que poderia ser terapêutico, acadêmico, ou vocacional). O ideal de reabilitação promovia ordem, paz e estabilidade: os presos eram mantidos ocupados (com trabalho ou estudo). Entretanto, esse ideal de reabilitação mostrou-se falho. Servia mais para controlar os presos do que para reabilitá-los. O objetivo oficial do encarceramento passa a ser a prisão para punir e, assim, aumenta-se a duração das sentenças.
A Força Tarefa chegou a oferecer, após 1965, uma nova estratégia reabilitativa: correções comunitárias, que seriam pequenas instituições nas configurações urbanas. Contudo, não chegaram a ser construídas prisões que consumassem tal proposta.
Na década de 60 as prisões entraram em um período de extremo tumulto. O principal motivo foi a mudança nas relações sociais. O autor estuda esse tumulto em seu livro "Prisons in Turmoil".
Depois de 1975 iniciou-se uma era de excessiva punição penal nos EUA. Foram três os motivos: o medo do crime; a rejeição às teorias liberais das causas do crime e da natureza dos criminosos; e o tumulto nas prisões.
No fim da década de 70, são projetadas novas prisões de dois tipos: a “warehouse prison”, um tipo de prisão grande e segura, construída para abrigar e controlar a massa de novos presidiários; e a “supermax”, um tipo de prisão de segurança máxima projetada para deter os presidiários mais difíceis de lidar.

#### A prisão estilo "armazém": warehouse prison
No terceiro capítulo, John Irwin  dedica-se às prisões armazéns (warehouse prisons).
Conforme aborda no primeiro capítulo, são prisões resultado da guerra contra crimes, de meados dos anos 70 aos anos 90. Elas foram construídas para conter e controlar novos "criminosos perigosos", cujas imagens pejorativas foram veiculadas por políticos que buscavam "ordem", mídias sensacionalistas e cientistas conservadores.
São prisões que controlam, com eficiência e segurança, grandes populações presidiárias (até 6.000 presos). Isso, pois são dotadas de uma estrutura arquitetônica tecnológica e sofisticada, a qual é marcada por três principais características: segurança, eficiência e economia. Além disso, possui regras e procedimentos formais, restritivos e rigidamente impostos. A administração se dá por meio de uma grande e complexa burocracia.
Nota-se a existência de conflitos entre membros da burocracia e presos, já que os guardas tendem a ver estes como indivíduos sem valor, que não são confiáveis, manipuladores e desonráveis. Acreditam que eles são seres moralmente, mentalmente e fisicamente inferiores e assim os tratam. Isso gera, consequentemente, uma imposição inconsistente, arbitrária e hostil das regras.
O autor utiliza a Prisão Estatal de Solano, na Califórnia, para exemplificar esse tipo de prisão. Sua estrutura física resulta em centenas de presos lotando espaços limitados. É uma prisão de nível intermediário, isto é, abriga presos de classificação (a qual varia de I a IV) de nível II e III. Ela divide-se em quatro prédios: dois que abrigam presos de Nível II e dois que abrigam presos de Nível III. Eles não se misturam, não há circulação de presos de um prédio para outro. No seu interior existem pátios recreativos, onde pode haver socialização (apenas entre presos de mesmo nível) e recreação. Além disso, essa prisão apresenta alguns programas: como o de educação, que, contudo, não funciona muito bem; o de Treinamento Vocacional, que por falta de fundos e recursos, mostra-se fraco; Programas Voluntários, como serviços religiosos; Programas de Abuso de Substâncias, com o intuito de reduzir abuso de drogas; e de Autoridade Industrial no Presídio, com atividades industriais.
Por fim, a rotina na prisão de Solano não é bruta, perigosa ou excessivamente cruel. É, entretanto, rigorosamente controlada, limitada, monótona e marcada por uma falta de oportunidades para o auto-desenvolvimento. Como os presos lidam com essa rotina é tema do quarto capítulo.

#### Cumprindo tempo na prisão de Solano
A prisão de Solano conta com uma heterogeneidade de pessoas, pessoas com diferentes orientações criminais e que pertencem a diferentes grupos sociais, geralmente, hostis, as quais são colocadas presas em um mesmo lugar, em unidades habitacionais lotadas e áreas recreativas limitadas. Isso gera um grande potencial de conflito.
Mesmo com esse considerável potencial de hostilidade entre grupos raciais, há menos conflitos do que havia em prisões nos anos 70 e 80. Essa conquista está relacionada à estrutura e à estratégia de gestão das prisões "armazém", que envolve exame detalhado e resposta imediata a distúrbios presidiários e, também, a ameaça de transferência para as prisões "supermax" (de segurança máxima).
Existem várias maneiras de se adaptar à prisão. A maior parte dos presos ou se isola, ou cumpre seu tempo ou tenta o auto-aperfeiçoamento. Os que cumprem seu tempo seguem cinco passos: evitam problemas, tentam ocupar o tempo com atividades, asseguram-se de alguns luxos, formam amizades com pequenos grupos de presos e, fazem o necessário para saírem o mais rápido possível. Os que buscam se aperfeiçoar tentam estudar ou acabam se engajando em alguma religião.
Já outros participam do chamado "mix", que são atividades "públicas" praticadas pelos presos. A maioria dos que participam do "mix" estão envolvidos em atividades ilegais, como produzir vinho ou usar drogas, ou na formação de "cars" e "gangs". "Cars" são, geralmente, grupos de pessoas de mesma "raça" e que vêm do mesmo lugar. Não possui organização. São apenas vários homens que compartilham semelhanças e andam juntos. Eles oferecem uns aos outros apoio e até mesmo proteção. Enquanto as "gangs" são organizações sociais com graus de organização definitiva. Normalmente elas são organizadas com um propósito específico, como o tráfico de drogas ou a defesa de um grupo social particular.
Pode-se dizer que há, nessas condições, uma paz. O preço dessa paz é a "supermax", ou seja, é a existência dessas prisões "supermax", de segurança máxima, e os danos causados em seus detentos por esse tipo de prisão e pela "warehouse”.

#### As prisões de segurança máxima: "supermax" prisons
Esse estilo de prisão é culminação de uma longa história colocando detentos problemáticos em unidades especiais e de alta segurança. Sua origem vincula-se com a história das solitárias e da segregação. 

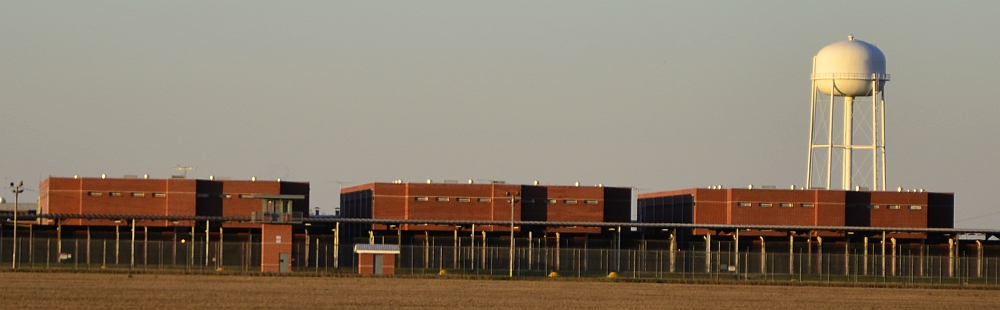
Imagem de uma "supermax" hoje - Unidade de Prisão Varner, no Arkansas

A solitária é um método extremamente cruel para punir e controlar presos que causam muitos problemas. Sua existência remete ao século XIX, quando a maior parte dos métodos extremamente cruéis de punição de presos foram extintos, exceto as solitárias que permanecerem como a principal forma de punição para aqueles que violassem as leis.
O intuito principal é isolar e controlar os setores mais desordeiros da população presidiária. A segregação não era vista, oficialmente, como uma forma de punição, por isso não era um problema a falta de devido processo legal e a arbitrariedade.
O isolamento evitava hostilidades e agressões, contudo, eventualmente, tornou-se mais intenso, nas unidades de segregação, a violência e a hostilidade. Isso ocorreu durante as décadas de 70 e 80,  uma época de conflitos e tumultos, decorrentes da concentração dos presos mais desobedientes em situação de severa privação, marcada por hostilidades raciais, ataques verbais e rebeliões.
As unidades de segregação, as solitárias, tornaram-se o mais perigoso, punitivo e deletério meio de punição nas prisões norte-americanas.
Embora se apresentassem como um sistema falho para pacificar e restituir a ordem nas prisões nos anos 70 e 80, os penalistas não abandonaram o método de concentrar os presos que mais causavam problemas em unidades permanentes de isolamento. Para isso, foram construídas as prisões “supermax”. 
A primeira experiência foi a prisão de Alcatraz, que abrigou grandes criminosos, mas que foi considerada um fracasso total e, por isso, foi fechada após 29 anos de funcionamento, em 1963.
O layout desse tipo de prisão visa e promove controle. São, em sua maioria, edifícios de 180 graus que possuem três seções de celas e uma cabine de controle elevada na parte central superior, onde as paredes das seções se encontram.
As maneiras de se adaptar a esse estilo de prisão são as mesmas que nas “warehouses”, ou seja, se  isolar, cumprir o tempo e participar do “mix”.  A maioria dos presos tende a se isolar.
A rotina nas solitárias é extremamente bruta e se dá, normalmente, da seguinte maneira: os presos permanecem confinados nas celas sem janelas por pelo menos 22 horas e meia, fazem as refeições nas próprias celas, de onde saem apenas por 1 hora e meia para exercícios diários e breves banhos; não trabalham, não socializam com outros presos e não possuem acesso à recreação.
Os motivos, de acordo com o código estatal, para que se mande presos para as solitárias pelo Comitê de Classificação Institucional (Institution Classification Committee – ICC), listados por Irwin, são: caso o preso requisite segregação para sua própria proteção; em caso de presos recém chegados, quando necessita-se de mais informações sobre se ele pode ser incompatível com algum elemento da população penitenciária geral; caso o preso seja culpado de delito disciplinar suficientemente sério para garantir confinamento por um período de tempo fixado; caso a presença contínua do preso na população presidiária ponha em risco a vida de outros presos ou funcionários da prisão, a segurança  da instituição ou a integridade de uma investigação de suspeita atividade criminal.
Esse isolamento facilitou o controle dos presos, entretanto, causou efeitos negativos em presos que ali passavam longos períodos. 
Os três principais citados pelo autor  são: a “concretização da profecia” (ou seja, presos confundidos e colocados equivocadamente nas solitárias, vistos de forma diferente da que realmente eram, acabam se tornando algo que não são); debilitações psicológicas e debilitações sociais.

#### Os danos
O propósito oficial do encarceramento não inclui danificar presos, mas é algo que ocorre, na medida em que os presos são coagidos a viver rotinas repetitivas e excessivamente reduzidas em um estado permanente de controle extremo, através de regras impostas por guardas e administradores, de forma inconsistente, arbitrária e prejudicial.
Essa situação provoca, nos detentos, danos à saúde ou danos psicológicos. Esses últimos incluem a perda de poder de ação (isto é, a perda do poder de controlar seu próprio destino); auto agressões; impacto na orientação sexual; raiva, frustração e sensação de injustiça; regras “chickenshits” (ou seja, regras que intervêm nas práticas ordinárias dos presos e interferem em suas tentativas de levar adiante as rotinas de vida já excessivamente reduzidas); degradação; exploração econômica. O autor trata, ainda, do que ele chama de “prisonização”, isto é, a incorporação de valores e práticas adquiridas na prisão em suas personalidades ou em seus dia a dias.
A situação de ter de aguentar anos de suspensão, privação de condições materiais, vivendo em espaços lotados, sem privacidade, com opções reduzidas, controle arbitrário, desrespeito e exploração econômica é frustrante e grave. Raiva, frustração e sensação latente de injustiça, juntamente com as devastadoras transformações inerentes às prisões acabam por reduzir as chances de quem busca uma vida relativamente convencional, viável e não criminal após ser solto.

#### A volta ao mundo real
No sétimo capítulo de seu livro , John Irwin trata das dificuldades vividas por ex-presidiários ao retornarem para o mundo real.
Em sua maioria, os presos, antes de serem soltos, pretendem viver uma vida normal. O que acontece, contudo, é que eles não estão preparados para isso.
A passagem da prisão para a vida lá fora é marcada por um choque de realidade, uma experiência de desorganização que desorienta ex-presidiários, levando-os a praticar ações de modo impulsivo, as quais corrompem o progresso deles do lado de fora. 
Para sobreviverem necessitam de um lugar para morar e meios de sustento (um trabalho).
É extremamente difícil, para eles, encontrar moradia. Geralmente, acabam indo viver em moradias econômicas, que são arranjadas pelos agentes da condicional, onde vivem diversos outros ex-presidiários, em liberdade condicional, muitas vezes envolvidos com drogas, álcool e atividades ilegais, bem como violações a regras da liberdade condicional. 
Encontrar um trabalho também não é nada fácil, já que a maioria não contrata ex-presidiário.
O Departamento de Correções da Califórnia (Califonia Department of Corrections – CDC) possui um programa de inclusão de ex-presidiários no mercado de trabalho. Ele funciona com base em três mecanismos: eles remetem os ex-detentos geralmente a empregos de duração menor que integral, com salários mínimos; segundo mecanismo é a realização, regularmente, de seminários onde há referências de empregos e, mais importante, apoio motivacional; e terceiro é a criação de empregos nesses programas.
Mesmo assim, mais da metade dos que saem da prisão permanecem desempregados. 
Diversas são as razões: aqueles que foram profundamente “prisonizados”, possuem dificuldades em manter um emprego – seja por dificuldades em acompanhar a rotina, dificuldades em socializar, falta de habilidades, entre outras debilitações; existem aqueles que são incapazes, físico ou mentalmente, de manter um emprego.
A maioria, contudo, conseguiria manter um emprego, mas não o fazem por desistirem após fracassarem em encontrar algum ou após trabalharem em empregos que pagam pouco, se demitem ou são demitidos. Duas são as razões: trabalhos que pagam um salário mínimo não correspondem as suas expectativas de uma “vida boa”; eles acabam desmotivados a buscar um emprego, pois contam com outras pessoas para sobreviver e assim adaptam-se a uma existência dependente.
Nesse capítulo, o autor mostra também que aqueles soltos por liberdade condicional possuem uma maior taxa de retorno à prisão do que aqueles detentos soltos sem supervisão, por algumas razões: primeiro seria a intensa supervisão, daqueles em condicional, por autoridades, segundo, por possuírem “condições” ou regras especiais de difícil conformidade, terceiro, por serem forçados a se engajar em atividades que interferem em suas rotinas de trabalho.
São cinco as formas de se ajustar à vida após a prisão. A primeira delas é o fracasso: a maioria dos detentos que são soltos acabam retornando à cadeia (em sua maior parte, ex-detentos soltos por liberdade condicional que retornam por violarem regras da condicional). A segunda forma é “se dar bem”, ou seja, conseguir um emprego e uma vida estável, não criminosa. A terceira forma é a dependência: encontram um método de sobrevivência as custas de alguém – um parente, marido/mulher, suporte do governo, entre outros. A quarta é a vida “à deriva”, na qual ex-detentos vem e vão, ou seja, entram e saem da vida criminosa, chegam a voltar para a cadeia, mas saem novamente. A quinta e última forma de se adaptar a vida fora da prisão é o desamparo, isto é, ao fracassarem em tentar um mínimo de estabilidade, passam a gravitar em um mundo de sem-tetos, moradores de rua.
Atualmente, o fato dos ex-detentos não conseguirem um trabalho que pague o suficiente para uma vida boa como aspiravam e o fato de tentarem evitar voltar à prisão, faz com que eles vivam de forma isolada, “fora do radar”, de acordo com Irwin, “lay low” . Trata-se, juntamente com suas consequências (mortes prematuras e vida desamparada – de morador de rua) do resultado final contemporâneo dos métodos de encarceramento e da liberdade condicional.

#### A disposição da nova “classe perigosa”
No oitavo e penúltimo capítulo, o criminalista examina a formação dos novos guetos e as reações quanto a isso que levaram ao aumento do encarceramento.
A situação no fim da década de 60 e até meados da década de 80 de um país que passava pela compressão dos lucros das corporações, a desindustrialização, o “zapping” do trabalho (diminuição de salários, maior aproveitamento do tempo, terceirização de atividades) e o enfraquecimento dos movimentos radicais, diminuiu consideravelmente as oportunidades de emprego para jovens das classes mais baixas. Eles passaram a ter grande dificuldade em encontrar empregos que pagassem algo próximo a um salário mínimo.
Isso tudo somado ao fracasso da “guerra contra a pobreza”, um dos programas do New Deal, levaram a um aumento das políticas de justiça criminal, as quais alteraram de forma drástica a situação dos mais pobres nos Estados Unidos.
Novos guetos foram se formando. Entre eles, um “hyperghetto”, descrito como semelhante, de diversas maneiras, à prisão.
Os jovens habitantes dos guetos, que eram aqueles que mais sofriam com a situação do país, acabavam se desviando dos caminhos convencionais para poderem satisfazer seus desejos e necessidades, assim, tornavam-se disponíveis para qualquer atividade que prometia lucro, respeito e diversão. 
Por isso, houve um aumento significativo de crimes nesse período (início ao fim dos anos 70).
O que havia de diferente nos crimes por eles praticados era o envolvimento “cara-a-cara”, ou seja, interações hostis, geralmente praticadas por afrodescendentes e latinos.
Como resposta, prevaleceram teorias conservadoras de que essa classe mais pobre deveria ser controlada e desse modo, deveriam ampliar as políticas de justiça criminal. Os guetos eram negligenciados e os conservadores acreditam se tratar de uma “negligência benigna”, já que os viam como um mal ameaçador. Criaram novas leis criminalizando cada vez mais os comportamentos de jovens dos guetos.
Os crimes, entretanto, não diminuíram, já que os jovens não conseguiam nunca seguir um bom caminho através de esforços legítimos e convencionais. Optavam, dessa forma, pelo caminho do crime.

#### O resultado
No último capítulo do livro, John Irwin faz um apanhado geral do uso das prisões e seu resultado.
A guerra contra crimes e contra as drogas não reduziu significativamente a taxa de crimes ou o uso de drogas, embora esse não fosse o principal objetivo, e sim desviar a atenção pública de problemas sociais e econômicos e neutralizar a nova “classe perigosa” (jovens não brancos dos guetos).
As medidas punitivas direcionam-se às camadas mais baixas, as quais, devido às opções de vida severamente reduzidas, são menos dissuadidas pela ameaça de punição. 
Segundo o criminalista, não se sabe ao certo o que nos espera futuramente quanto às taxas de emprego e de crimes. Parece, contudo, que chegamos ao fim da linha no que diz respeito à expansão de populações presidiárias. Os Estados estão sentindo o peso dos orçamentos das prisões e procurando maneiras de saírem ilesos de um desastre financeiro.
Ele afirma ser importante analisar criticamente os destroços deixados pela guerra contra crimes e contra drogas, os quais são estudados, de maneira geral, durante todo o livro: o aumento do encarceramento; o longo e debilitado encarceramento; e a ejeção desses detentos de volta à realidade.
Os principais danos colaterais desses destroços são: o desvio de impostos (que deveriam ser direcionados para serviços governamentais) para prisões; os custos sociais do encarceramento (impacto do encarceramento na sociedade); o incentivo a comportamentos vingativos; perda dos direitos civis; o complexo industrial presidiário; e o surgimento de novos grupos de interesses.
Como conclusão, o autor fala de uma reforma na justiça criminal. Para que isso ocorra, deve-se diminuir o encarceramento e direcionar a atenção à reabilitação de detentos, diminuir sentenças, diminuir o máximo possível a quantidade de danos do encarceramento e empregar maiores esforços em prepará-los para uma vida produtiva, longe de crimes após serem soltos. 
Deve-se ter em mente que as ameaças de sanções penais contêm alguns crimes, e devem ser usadas, porém não se pode esperar muito delas, além do que, se usadas demais, acabam por fazer mais mal do que bem. Ou seja: utilizar o suficiente de encarceramento para deter o que é possível, mas não demasiadamente a ponto de corromper a humanidade. O importante é a precisão e não a severidade.
Essa tarefa de reforma não é fácil por dois principais motivos: primeiro devido ao medo do crime dos americanos, intensamente utilizados pelos políticos e pela mídia e que promove benefícios para estes e para as elites e, os interesses de certos grupos que se favorecem com as políticas punitivas atuais.
Porém, a sociedade precisa perceber que nela, não há uma distribuição igualitária de bens e privilégios e que as decisões importantes são tomadas por pessoas que se favorecem dessa desigualdade.

#### O caso das mulheres – o epílogo escrito por Barbara Owen
O livro conta ainda com uma espécie de epílogo, escrito pela especialista em cultura presidiária feminina, Barbara Owen.
A maioria das mulheres que se encontram na cadeia vem de uma família desestruturada pela pobreza, possuem pouca educação ou habilidades. Geralmente, são mulheres marginalizadas que sofreram abusos e que buscam na violência ou no uso de drogas uma estratégia psicológica de sobrevivência.
Assim, as penitenciárias femininas tornam-se a casa daquelas que não conseguem se encaixar na sociedade. Elas são encarceradas, não por serem perigosas, mas por violarem expectativas convencionais de gênero.
Como resultado da guerra contra crimes e contra drogas, desde 1980, a taxa da população presidiária feminina cresceu mais e mais rápido do que a masculina. Esse aumento não pode ser explicado apenas pelo aumento da taxa de crimes. A raiz dos crimes cometidos por mulheres está no uso de drogas e na “desigualdade feminina e vulnerabilidade econômica que molda a maioria dos padrões ofensivos femininos”.
O “perigo”, no caso dos homens, estava relacionado à ameaça à ordem social, mediante violência física ou danos patrimoniais. Já no caso das mulheres, o “perigo” era visto como a ameaça de seus comportamentos à moral convencional e à ordem patriarcal. Barbara afirma que a partir dessa concepção, quando as mulheres violavam papéis sexuais ou expectativas sexuais, deveriam ser controladas e punidas.
Portanto, as penitenciárias femininas foram evoluindo para controlar comportamentos que desafiavam a ordem de gêneros. Assim, as mulheres criminosas eram vistas como “duplamente degeneradas”: primeiro, porque violavam leis morais ou criminais, e segundo, e talvez mais importante, pois violavam o estreito papel feminino dentro da sociedade.
As prisões femininas funcionam de modo parecido com as masculinas: elas trabalham, estudam e participam de programas que colocam as presas em contato. A maior diferença é que não há separação conforme classificação, ou seja, envolve todas as classificações de presas e todos os níveis de segurança.
As detentas também se adaptam à prisão formando amizades e relacionamentos. Elas formam as chamadas “famílias da prisão” ou “famílias de brincadeira”, as quais possuem responsabilidades sociais e materiais.
Elas também podem participar dos chamados “mix”, ou seja, atividades sociais informais, as quais podem trazer problemas a elas. A maioria, no entanto, busca manter-se longe de problemas e pretende apenas cumprir seu tempo, por isso, evitam o “mix”. Para muitas, a vida na prisão torna-se um tempo para reflexão a respeito da trajetória de suas vidas.
Outra grande diferença entre homens e mulheres, nas prisões contemporâneas, é o fato dos primeiros, pelas experiências vividas, estarem mais preparados do que as mulheres, já que por estarem menos envolvidas em atividades criminais sérias, existem menores expectativas dessas irem para prisões.
Owen cita  como os possíveis danos do encarceramento para as mulheres a falta de privacidade (continuam reféns de olhares masculinos); a separação dos filhos e de entes queridos; a gravidez (vivenciada durante o encarceramento e que lembra às outras a distância dos filhos); as roupas e a higiene; a vida em um ambiente indigno; os programas (que são, em sua maioria, ineficazes e não são realizados de modo igualitário); os prejuízos à saúde física e à saúde mental/psicológica; a imposição de regras; a ameaça à segurança física e mental.
A vida feminina pós prisão assemelha-se muito à dos homens pós prisão: cheia de dificuldades. Há ainda uma dificuldade a mais: a reunião com os filhos.
Barbara conclui  afirmando que, de acordo com seus estudos, a maioria das prisões não pretende causar danos às mulheres, mas sim criar um ambiente seguro para elas e que as reconheça como mulheres. Entretanto, os danos ocorrem e acabam por interferir em suas vidas e na de suas famílias, principalmente quando liberadas da prisão. O fato é que as mulheres, que deveriam ter um melhor tratamento na sociedade, são encarceradas para que sejam resolvidos problemas de desvalorização e marginalização feminina por meio do patriarcalismo. Mas, o confinamento penal é desumano e acaba por diminuir todos os seres humanos – sejam homens ou mulheres.

## Projetos

### Project Rebound
Em 1967, John Irwin criou o “Project Rebound” como uma forma de matricular as pessoas na San Francisco State University (SFSU) diretamente do sistema prisional. 
O foco do projeto rapidamente tornou-se “Educação como uma alternativa para o encarceramento” e “Transformar antigos prisioneiros em estudantes”. O programa funciona como uma ligação entre diferentes redes do campus e entre diferentes comunidades pela área de São Francisco. O projeto tem como foco principal adolescentes e jovens, procurando oferece-los oportunidades de empregos, moradia, aconselhamento e contatos com programas provedores de “human service”.
Duvidando da função restaurativa da prisão, o “Project Rebound” tem como objetivo oferecer essa possibilidade de restauração com base no lema “each one teach one” (em tradução livre, cada um ensina um).
Irwin criou o projeto por ser parte de sua ideologia, como demonstrado em todos seus estudos, a crença de que todos merecem uma oportunidade de se reerguer sem carregar eternamente a mancha de ter sido parte de um sistema criminal incapaz de restaurar os indivíduos.
Joseph Miles, um ex-prisioneiro membro do projeto, assim o descreve “essa é uma oportunidade para nós criarmos as mudanças. O ‘Rebound’ é um caminho para nós fazermos as coisas que a nossa comunidade [dos prisioneiros] claramente precisa” [tradução nossa][1].
Richard Cockrell, membro do Project Rebound - pelo qual se forma em Sociologia - afirma “a primeira vez que eu ouvi falar de John Irwin foi quando eu fui solto da prisão. Eu tinha ouvido do Project Rebound por muitos anos e o trabalho que eles faziam com indivíduos encarcerados após sua liberdade. Então, quando eu fui solto, eu vim para o Project Rebound e eu peguei um dos livros dele, o ‘The Warehouse Prison’, onde eu li sobre a própria experiência, a própria história dele e a jornada dele da prisão até a Universidade de São Francisco” [tradução nossa].
Um outro membro do Project Rebound, Harrison Seuga, também majorando em Sociologia disse em seu depoimento aos diretores do Project Rebound que “não apenas ele [John Irwin] criou esse encorajamento nas pessoas, fazendo-as dizer ‘eu também posso fazer isso’, mas ele criou um caminho pelo qual você poderia efetivamente seguir para chegar lá e até mesmo lhe deu uma carona pelo caminho, caso você precisasse. Eu acho que isso diferencia John Irwin de muitas das pessoas dessa mesma área (...)” [tradução nossa]
Assim, resta claro que as contribuições de John Irwin para o projeto falam por si próprias.
[1] Todos os trechos de entrevistas citados estão disponíveis no Youtube sob o nome “Remembering a Legend – John Irwin”. A política do wikipedia não permite que se crie um link direto para o Youtube.

### The Sentencing Project
Os Estados Unidos são o líder mundial em encarceramento – em 2012, o país tinha 2,2 milhões de pessoas presas.

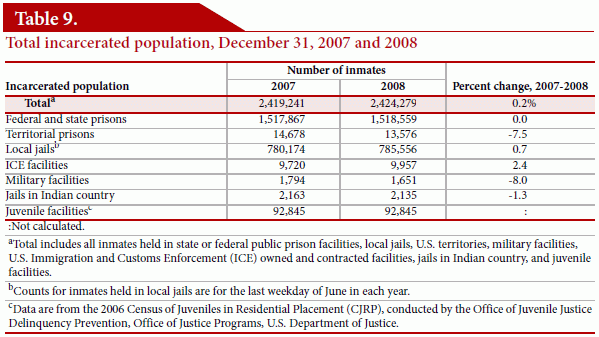
Total de prisioneiros nos EUA entre 2007 e 2008.

Tal tendência resulta, além da superlotação das prisões, em governos estaduais sendo pressionados pelo peso do financiamento de um sistema penal em rápida expansão. Esse é o quadro norte-americano atual, apesar da evidência crescente de que o encarceramento em grande escala não é o meio mais eficaz para se alcançar a segurança pública.

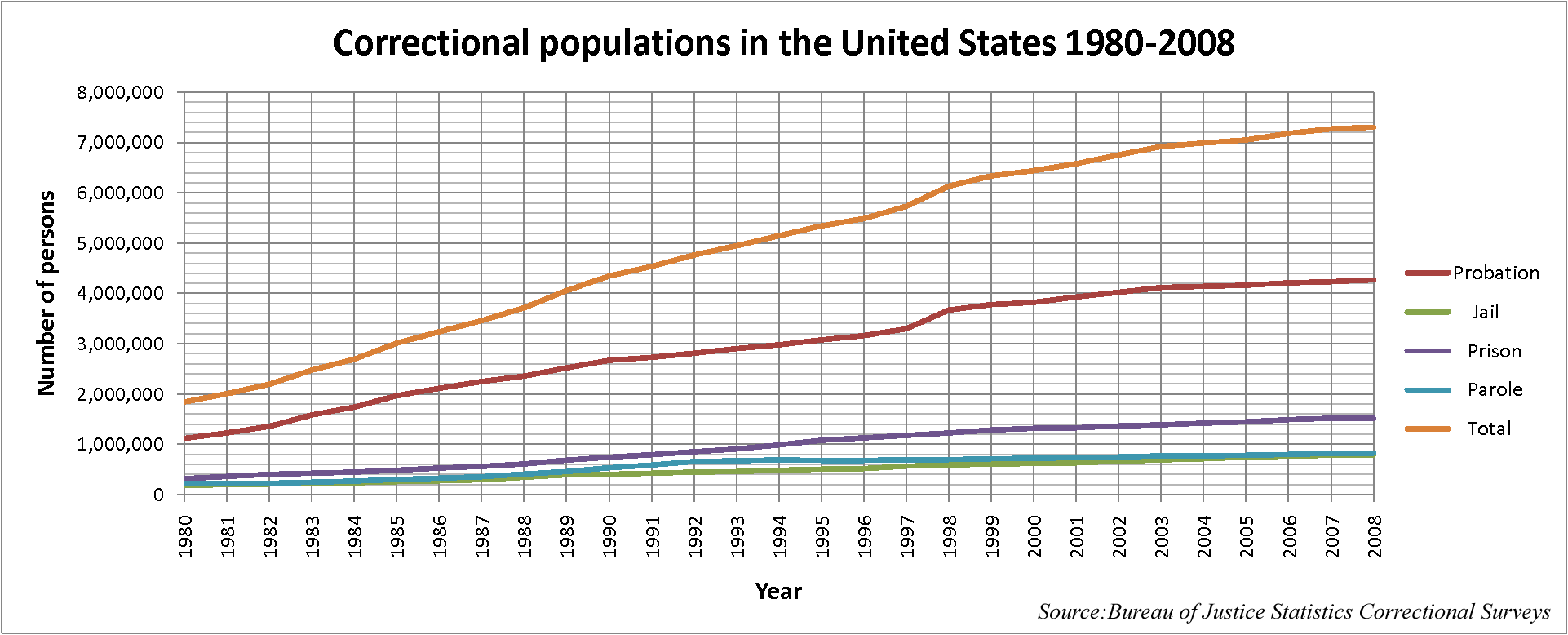
População do Sistema Carcerário americano no período 1980-2008.

Na década de 80, essa realidade não era muito diferente e, nesse contexto, foi criado em 1986 o “Sentencing Project”, com o objeto de lutar por um Sistema de justiça criminal mais justo e eficaz, através da promoção de reformas na política de sentenças, da tentativa de combate às disparidades raciais e, acima de tudo, da procura de alternativas ao encarceramento. Desde seu surgimento até os dias atuais, o projeto se tornou um líder no esforço de trazer à atenção pública os horrores que ocorrem no sistema de justiça criminal, através de fórmulas que incluem a publicação de pesquisas inovadoras, campanhas midiáticas de efeito e políticas estratégicas de reforma.
Irwin foi membro do conselho do Sentencing Project de 2005 até o ano de sua morte, em 2010.
Entre os trabalhos desenvolvidos pelo projeto e as contribuições trazidas por ele encontram-se a assistência técnica no desenvolvimento de programas e habilidades para centenas de membros engajados no estudo de sentenças baseadas na advocacia de defesa (“defense-based sentencing advocacy”, como o próprio projeto intitula).
Isso inclui conferências anuais realizadas a partir de 1989 e a formação do National Association of Sentencing Advocates (NASA)[1] em 1992, que mais tarde cresceria e se tornaria a National Alliance Sentencing Advocates & Mitigation Specialists (NASAMS)[2]. Tal associação funcionou sob os cuidados do Sentencing Project e serviu como uma liderança profissional e forma de reunião de membros interessados na advocacia de sentença e em projetos como a mitigação da pena de morte.
Ademais, o Sentencing Project trabalhou na produção de uma larga escala de relatórios e pareceres sobre os problemas e as tendências do sistema de justiça americano, os quais funcionam como uma ajuda no mapeamento de novas políticas públicas e provocadores de debate. Apenas como forma de apresentar o projeto, citamos dois dos mais renomados estudos produzidos por membros do mesmo:
- Young Black Men and the Criminal Justice System: A Growing National Problem (1990)[39]  - relatório que documenta que cerca de um em quatro homens americanos negros na faixa etária de 20-29 anos está sob alguma forma de supervisão do sistema de justiça criminal (contra cerca de 6,2% dos homens brancos da mesma faixa). Assim, o relatório analisa o impacto dessa realidade em seis aspectos: (1) naperspectiva de vida do negro americano, (2) na comunidade negra, (3) no fracasso do controle de criminalidade das décadas anteriores, (4) na guerra às drogas, (5) nas estratégias para políticas criminais mais eficazes e (6) na necessidade de uma abordagem mais amplo ao crime e ao seu controle, e propõe que se enderece o problema desde sua raiz – as razões que levam os jovens negros ao mundo do crime - através de um tratamento sério e atencioso.

- Reducing Racial Disparity in the Criminal Justice System: A Manual for Practitioners and Policymakers (2008)[40] - trata-se de um guia elaborado por líderes de todos os estágios componentes do sistema de justiça criminal que analisa como se responder às disparidades raciais do sistema. Segundo o guia, o trabalho tem de ser feito de forma aliada e integrada, já que “as decisões feitas em um estágio contribuem para o aumento da disparidade em estágios subsequentes”[41]. Assim, o estudo indica as razões principais para a existência dessas disparidades para depois endereçar as mudanças possíveis.

[1]Literalmente, algo como Associação Nacional de Advogados de Sentenças
[2] Em tradução livre, Aliança Nacional de Advogados de Sentenças e Especialistas em Mitigação
| “ | The Sentencing Project é dedicado a mudar a maneira como a América pensa a respeito de crime e castigo. | ” |

### Convict Criminology

#### Sobre a Convict Criminology
A “Convict Criminology” (algo como “criminologia dos condenados”) é uma nova e controversa escola de criminologia. Como definida pela própria comunidade, a Convict Criminology “representa o trabalho de condenados ou ex-condenados que possuem PhD ou estão a caminho de completar um, além de brilhantes acadêmicos e praticantes que contribuem com uma nova abordagem do crime e de suas formas corretivas”[tradução nossa]
Intelectualmente, a Convict Criminology atual tem origem nos trabalhos de John Irwin – particularmente os livros The Felon (1970), Prisons in Turmoil (1980) e The Jail (1985). Irwin foi aluno de David Matza e Erving Goffman quando completou seu PhD na Universidade de Berkeley e essas experiências o ajudaram a moldar seu trabalho como sociólogo e seu interesse pelas instituições carcerárias. O estigma sempre foi grande, como mantém-se ainda hoje, e inicialmente os criminologistas que já haviam sido prisioneiros deixavam de divulgar tal informação seja por a considerar desimportante, seja por receio da recepção acadêmica. Inicialmente, houve algumas poucas exceções, representadas por Frank Tannenbaum, o pioneiro dos convicts criminologists e posteriormente, John Irwin, com sua despreocupação em esconder sua condição de ex-prisioneiro durante suas pesquisas no interior das prisões.
Em 1988, criminologistas canadenses - Robert Gaucher, Howard Davidson e Liz Elliot fundaram “The Journal of Prisoners on Prisons”, uma revista acadêmica especializada na publicação do trabalho de condenados e ex-condenados. 
Apesar de algumas poucas melhorias na área, a década de 1980 foi marcada por escassos professores que haviam sido prisioneiros, representados quase que exclusivamente por Irwin e Richard McCleary. Em 1989, na Sociedade Americana de Criminologia (ASC), Irwin falou com professor e ex-prisioneiro Greg Newbold sobre a necessidade da produção de material por prisioneiros que refletissem sua experiência. De ali em diante, Irwin nunca abandonaria o assunto.
Em 1997, o escritor Chuck Terry (então estudante de PhD) foi orientado por seu professor a organizar uma sessão na reunião da ASC daquele ano envolvendo a criminologia feita por ex-prisioneiros. Terry convidou John Irwin, Stephen Richards, Edward Tromanhauser, e Alan Mobley para participar de uma sessão chamada “Criminologia Crítica dos Condenados: O Último Seminário”. Na mesma ocasião, os criminologistas discutiram a importância de estudos conduzidos dentro das prisões e o produto dos trabalhos a serem elaborados pelo grupo viria a ser conhecido como “convict criminology”.

#### Fundamentos
Conforme adentremos o século XXI, uma análise com vistas para o passado mostra que “nos últimos 150 anos, escravos foram emancipados, mulheres ganharam o direito de votar e alguma medida de igualdade de gêneros, as minorias ganharam direitos civis e gays e lésbicas estão gradualmente obtendo alguma proteção legal. Contrariamente, parece que pessoas com condenações criminais são sujeitas ao crescente preconceito social e legal, à exclusão e marginalização, incluindo a perda de seus direitos de voto em muitos estados”.«Felon disenfranchisement in the United States». Juvenile Justice and Criminal Justice Policy. 3: 1-24. 2006 |coautores= requer |autor= (ajuda)[tradução nossa]
Pesquisadores e escritores normalmente agem como se fossem invariavelmente objetivos, sem levar em consideração as influências às quais seus estudos estão sujeitos por suas próprias visões de mundo decorrentes de seu gênero, raça ou classe social. Parece haver uma crença universal de que escrever na terceira pessoa, fazer uso de figuras quantitativas e dados objetivos e não interagir com o leitor coloca o autor em uma posição externa, livre de julgamentos e maculada pela neutralidade. O problema maior se dá, segundo creem os convict  criminilogists, quando esses estudiosos supostamente neutros estão estudando fenômenos que envolvem preconceitos e desvantagens estruturais às quais eles nunca foram submetidos e que são de relevância absoluta para a compreensão do encarceramento americano.
O fato de esses estudiosos realmente acreditarem em seu entendimento objetivo da prisão leva à visão distorcida e maniqueísta dos prisioneiros e das instituições que é continuamente reproduzida pela grande mídia e ajuda a arquitetar o pensamento do público-médio, que serve às necessidades das políticas de segurança do governo.  Assim, “a ciência é corrompida a servir o status quo”«The First Dime: A Decade of Convict Criminology». SAGE. The Prison Journal. 89 (2): 151-171. 2009 |coautores= requer |autor= (ajuda)[tradução nossa]
A novidade trazida pela Convict Criminology é que seu acadêmico sustenta-se sobre dois perfis antagônicos: o condenado e o professor. O papel anterior foi o responsável pelo surgimento do último, mas jamais pode ser abandonado, principalmente quando o objeto de estudo é o cárcere. Na Convict Criminology, os criminologistas são contradições analíticas ambulantes e pensantes.Stanley Cohen (1992). Against Criminology. Londres: Transaction Publishing
Teoricamente, a Convict Criminology também tem raízes no estudo de Goffman Erving Goffman (2003). Manicômios, Prisões e Conventos 7ª ed. [S.l.]: Perspectiva sobre instituições totais e estigma. No entanto, no caso de ex-condenados serem professores a explicação teórica torna-se mais complicada e mais subjetiva, uma vez que os teóricos são, eles mesmos, produtos das instituições e sofrem o estigma diretamente, são eles próprios sujeitos às consequências do encarceramento.
O próprio John Irwin é assíduo defensor do uso de métodos qualitativos. Ele reforça a essencialidade de uma abordagem qualitativa para que se atinja uma compreensão total do comportamento humano. “Qualquer abordagem não firmemente baseada em terreno qualitativo ou fenomenológico é, não apenas uma distorção do fenômeno, mas também muito provavelmente uma corrupção”«Reflections on ethnography». Journal of Contemporary Ethnography. 16 (2): 41-48. 1987 |nome1= sem |sobrenome1= em Authors list (ajuda)[tradução nossa]. Ele mesmo identificou em seus estudos que mudanças drásticas tinham ocorrido e modelos que haviam sido importantes e úteis nos anos 1960 já não mais eram na década de 1970. Para John, as distorções não são aleatórias e são interessantes para a manutenção do status quo, o que não passa de uma forma de corrupção da ciência.
Anos mais tarde, em 2003, no prefácio do livro de Charles M. Terry "The Fellas: Overcoming Prison and Addiction", John Irwin escreveria:
| “ | Terry e o resto dos ex-Convict Criminologists (dos quais eu sou um) são capazes de compreender esse tipo de fenômeno – isso é, os universos sociais dos criminosos e prisioneiros – melhor do que qualquer um. Começa com nossa habilidade de “falar a língua” e depois se aproxima de nossos sujeitos de estudo e adentra os sentidos de seus mundos. | ” |